# سامريون
السامريون (بالعبرية: שומרונים‏) هم عرقية دينية تُنسب إلى بني إسرائيل. يسكنون في بلاد الشام ديانتهم السامرية أحد الأديان الإبراهيمية العرقية القريبة من اليهودية، لكنها تختلف عنها في بعض المفاهيم الهامة.
تزعم الروايات السامرية أن المجموعة تنحدر من الأسباط الشماليين الذين لم يُرحّلوا على يد الإمبراطورية الآشورية الحديثة بعد تدمير مملكة إسرائيل، وهم يعتبرون الديانة السامرية هي الدين الحقيقي لقدماء بني إسرائيل، ويعتبرون اليهودية الحديثة السائدة دين شديد الشبه بديانتهم، إلا أنه مُحرّف. يعتبر السامريون أيضًا أن جبل جرزيم (بالقرب من نابلس وشكيم التوراتية) هو أقدس بقاع الأرض، وليس جبل الهيكل في القدس. ويعتقدون أن الانقسام بينهم وبين اليهود نشأ بسبب قيام الكاهن الأعظم عالي بإنشاء مزارًا منافسًا في شيلوه بدلًا من جبل جرزيم.
قديمًا، كان للسامريون مجتمع كبير، إلا أنه تقلص عددهم بشكل كبير في أعقاب القمع الوحشي للثورات السامرية ضد الإمبراطورية البيزنطية، ثم أدى التحول الجماعي إلى المسيحية في عهد البيزنطيين، ثم اعتناق الإسلام بعد الفتح الإسلامي للشام إلى تقليل أعدادهم. وفي القرن الثاني عشر الميلادي، قدّر الرحالة اليهودي بنيامين التطيلي أعدادهم في مناطق فلسطين وسوريا بقرابة 1,900 سامري. بحسب إحصاء سنة 2022م، بلغ عدد السامريين حوالي 874 فردًا، مقسمين بين قرية لوزة على جبل جرزيم، والمجمع السامري في حولون. يتحدث السامريون في قرية لوزة العربية الشامية، بينما يتحدث السامريون في حولون اللغة العبرية الإسرائيلية. ولأغراض الشعائرية، تُستخدم العبرية السامرية والآرامية السامرية، وكلاهما مكتوب بالخط السامري. ويُعد الكاهن الأعظم السامري هو رئيس الطائفة السامرية.
يتمتع السامريون بوضع ديني مستقل في إسرائيل، وهناك تحولات دينية من اليهودية إلى السامرية والعكس، ويرجع ذلك إلى حد كبير إلى التزاوج بين معتنقي الديانتين. رغم اعتبار السلطات الحاخامية في إسرائيل السامرية طائفة يهودية، تُطالب الحاخامية الكبرى في إسرائيل السامريين باعتناق اليهودية رسميًا حتى يُعْتَرَف بهم يهودًا. نبذت الأدبيات الحاخامية السامريين طالما لم يتخلوا عن جبل جرزيم باعتباره الموقع المقدس التاريخي لبني إسرائيل. يُجنّد السامريين الذين يحملون الجنسية الإسرائيلية فقط في حولون في الجيش الإسرائيلي، في حين يُعْفَى أولئك الذين يحملون الجنسية الإسرائيلية والفلسطينية المزدوجة في قرية لوزة من الخدمة العسكرية الإلزامية.
يتعاطف عدد كبير من المجتمعات والأفراد من خارج الأراضي المقدسة من مناطق مختلفة حول العالم مع المبادئ الإيمانية والتقاليد السامرية، ويعتقدونها. أكبر هذه المجتمعات على مستوى العالم، هم جماعة "شومري هاتوراه" في البرازيل التي ينتسب إليها نحو 20,000 عضو وفق إحصاء فبراير 2023م.

## التسمية والمصطلح
تظهر أقدم تسمية أطلاقها السامريون على أنفسهم في نقوش الشتات السامري في ديلوس التي يعود تاريخها إلى 150-50 ق.م.، وربما قبل ذلك بقليل، حيث تشير تلك النقوش إلى أنهم أطلقوا على أنفسهم اسم "بنو إسرائيل". وفي لغتهم الخاصة، العبرية السامرية، يطلق السامريون على أنفسهم اسم "إسرائيل"، "بنو إسرائيل"، وأحيانًا، "شامريم" (שַמֶרִים)، وتعني "الحراس/المحافظون/المراقبون"، وباللغة العربية "السامريون". يتشابه المصطلح مع المصطلح العبري التوراتي "شومريم"، وكلا المصطلحين مشتقان من الجذر السامي (שמר) ومعناه "يراقب، يحرس". ويعتقد عدد من آباء الكنيسة المسيحية أمثال إبيفانيوس السلاميسي وجيروم ويوسابيوس القيصري وأوريجانوس، أن الاسم يعنى أنهم "حراس أو مراقبو الشريعة/التوراة السامرية"، وأنه ليس اشتقاقًا جغرافيًا من سكنهم في منطقة السامرة. حديثًا، يُطلق على السامريين في اللغة العبرية الحديثة اسم "شومرونيم"، والتي تعني أيضًا "سكان السامرة"، أو حرفيًا "السامريون" (שומרונים).
استخدم يوسيفوس عدة مصطلحات للإشارة إلى السامريين، من بينها الصيغة "خوتايوي"، وهي تسمية استخدمت للدلالة على شعوب بلاد فارس وميديا الذين يُفترض أن الآشوريين أرسلوهم إلى السامرة ليحلّوا محل السكان الإسرائيليين المنفيين. غير أن هذا الاستخدام يناقض حقائق تاريخية دلت عليها الكتابات الآشورية بوجود مدينة السامرة قبل غزو الآشوريين وأن بني إسرائيل بنوا مدينة السامرة في عهد الملك عمري الإسرائيلي الذي امتد حكمه بين 926 - 918 ق.م أي قبل قدوم الآشوريين بنحو قرنين من الزمان، أي أنه أخطأ حين استخدم الاسم "خوتايوي" للإشارة للسامريين.
تاريخياً، تمركز السامريون في منطقة السامرة. وقد اختلفت الآراء في سبب تسمية السامرة بهذا الاسم، فقد ورد في العهد القديم أن الاسم يعود إلى جبل شامر الذي اشتراه الملك عمري لإقامة مدينة عليه سماها السامرة، ويرى الباحثان ج. أ. مونتجمري ويوحانان أهاروني أن اسم السامرة مشتق من عشيرة شمرون التي تنتمي لسبط يساكر وسكنت تلك المنطقة؛ وهو ذات الرأي الذي توجه له مفسرون مسلمون قديمًا قائلين بأن السامرة قبيلة معروفة في بني إسرائيل وأن السامري صاحب العجل ينسب لتلك القبيلة. وهناك رأي ينسب فيه السامرة إلى كلمة شامر العبرية والتي تعني الحراسة والمحافظة، مما يعني وجود صلة بين السامرة كمدينة وبينها كونها فرقة إسرائيلية معروفة.

## الأصول
كانت أوجه التشابه بين السامريين واليهود كبيرة لدرجة أن حاخامات المشناه أيقنوا استحالة التمييز بوضوح بين المجموعتين. تختلف الآراء بشكل كبير حول تحديد تاريخ حدوث الانشقاق بين بني إسرائيل، والذي أدى إلى الانقسام بين السامريين واليهود، بدءّا من زمان عزرا حتى دمار القدس سنة 70م وثورة بار كوخبا (132-136م). ويُعتقد أن الهوية السامرية المستقلة عن الهوية اليهودية تطوّرت على مدى عدة قرون. وبشكل عام، يُعتقد أن القطيعة الحاسمة حدثت في عهد الحشمونيين.
يؤكد السامريون أنهم ينحدرون من قبيلتي إفرايم ومنسى الذين سكنوا السامرة القديمة. وتؤرخ الروايات السامرية للانقسام بينهم وبين بني إسرائيل في يهودا إلى زمن الكاهن عالي الذي يصفونه بأنه كاهن أعظم "مزيف" لأنه اغتصب منصبه الكهنوتي من الكاهن الأعظم الحقيقي عُزّي، وأنشأ مذبحًا منافسًا في مدينة شيلوه، وبالتالي منع الحجاج من منطقة يهوذا وأراضي سبط بنيامين من حضور مذبح جبل جرزيم. كما يعتقدون أيضًا أن عالي أنشأ نسخة مكررة من تابوت العهد، وهي التي انتهت إلى الحرم اليهودي في القدس.
اعتمدت الرواية اليهودية الأرثوذكسية على مصادر من الكتاب المقدس العبري وكتابات يوسيفوس والتلمود لتأريخ بداية تواجد السامريين إلى وقت لاحق بكثير تحديدًا مع بداية السبي البابلي. وفي الكتابات اليهودية الحاخامية، على سبيل المثال في توسفيتا بيراخوت، يُطلق على السامريين اسم "الكوثيون" ((بالعبرية: כותים‏)، كوتيم)، في إشارة إلى مدينة كوثا القديمة الواقعة في العراق اليوم. أشار يوسيفوس أيضًا في كتابيه الحرب اليهودية وعاديات اليهود حين تحدّث عن تدمير هيكل جبل جرزيم على يد يوحنا هيركانوس إلى السامريين باسم الكوثيين. رغم أن بحسب الرواية الكتابية، لم تكن كوثا المدينة الوحيدة التي نُقل أُناس منها إلى السامرة.
يؤيد العالم الكتابي الإسرائيلي شيمارياهو تالمون الرواية السامرية القائلة بأنهم ينحدرون بشكل أساسي من قبيلتي أفرايم ومنسى الذين بقوا في السامرة بعد الغزو الآشوري. وقال بأن وصفهم في سفر الملوك الثاني17: 24 كأجانب هو أمر متحيز يهدف إلى نبذ اليهود الذين عادوا من المنفى البابلي سنة 520 ق.م. للسامريين الذين بقوا في السامرة. ودلّل على ذلك بأن سفر أخبار الأيام الثاني30: 1 يمكن تفسيره على أنه يؤكد أن جزءًا كبيرًا من قبائل إفرايم ومنسى (أي السامريين) بقوا في إسرائيل بعد السبي الآشوري.
تدعم دراسات وراثية حديثة الرواية السامرية القائلة بأنهم ينحدرون من بني إسرائيل الأصليين. وأوضحت إحدى الدراسات أن الزواج من نساء أجنبيات ربما يكون قد حدث. ومؤخرًا، توصلت نفس المجموعة إلى أدلة وراثية تشير إلى أن السامريين يرتبطون ارتباطًا وثيقًا بسلالة الكهنة، وبالتالي يمكن وصل نسبهم بالسكان اليهود قبل الغزو الآشوري. لذا، يمكن ربط ذلك بالتكهنات حول حقيقة أن السامريين احتفظوا بعادات الزواج الأبوي الكتابية، وأنهم ظلوا كمجموعة سكانية معزولة وراثيًا.

### الرواية السامرية
ترد الرواية السامرية عن تاريخهم في كتاب التاريخ الذي كتبه أبو الفتح بن أبي الحسن السامري سنة 1355م. يعتقد الباحث ماجنار كارتفيت أن هذا النص "خيالي" ومُستمد من مصادر سابقة من بينها كتابات يوسفيوس، وربما أيضًا من روايات قديمة، حيث ذكر السامري أن حربًا أهليةً اندلعت بين بني إسرائيل عندما اغتصب الكاهن عالي منصب الكاهن الأعظم من سلالة فينحاس حين جمع التلاميذ وربطهم بقسم الولاء، وقدم التضحيات على المذبح الحجري دون استخدام الملح، وهو طقس جعل رئيس الكهنة آنذاك عُزّي يوبخه ويتبرأ منه. ثار عالي وأعوانه وانتقلوا إلى شيلوه، حيث بنى معبدًا بديلًا ومذبحًا، مطابق تمامًا للهيكل الأصلي على جبل جرزيم. وكان حفني وفينحاس أبناء عالي، يمارسون الجنس مع خادمات المعبد ويأكلون لحوم القرابين داخل المشكن. نتيجة لذلك انقسم بنو إسرائيل إلى ثلاثة فصائل: مجتمع الموالين لجبل جرزيم، والمجموعة المنشقة تحت قيادة عالي، والزنادقة الذين يعبدون الأصنام المرتبطة بأبناء الكاهن عالي. ثم ظهرت اليهودية لاحقًا في أتباع الكاهن عالي.

### رواية الكتاب المقدس العبري

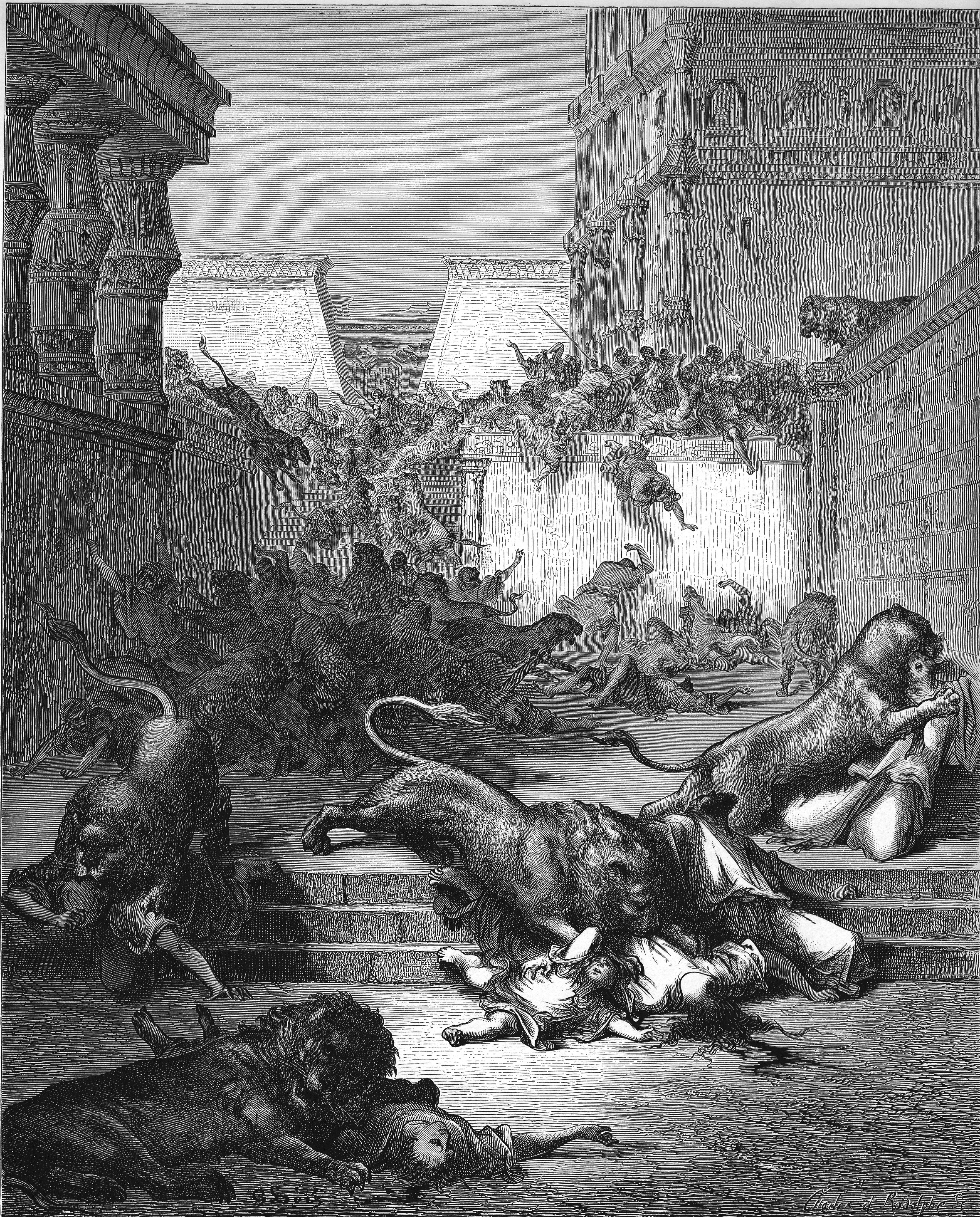
"أجانب تأكلهم الأسود في السامرة"، رسم لجوستاف دوريه في الكتاب المقدس سنة 1866م.

تختلف أهمية الروايات الكتابية حول أصول السامريين الواردة في أسفار الملوك الثاني وأخبار الأيام الثاني، بالإضافة إلى المعلومات الواردة في سفري عزرا ونحميا، حيث حجبت أو سلطت الضوء على التفاصيل وفقًا لنوايا مؤلفيها المختلفة.
يبدو أن ظهور السامريين كمجتمع عرقي وديني متميز عن شعوب المشرق الأخرى قد حدث في مرحلة ما بعد الغزو الآشوري لمملكة إسرائيل حوالي سنة 721 ق.م. تشير سجلات سرجون الثاني ملك آشور إلى أنه قام بترحيل 27,290 من سكان تلك المملكة. تؤكد الرواية اليهودي عمليات الترحيل الآشورية واستبدال السكان السابقين بإعادة توطين أراضيهم بشعوب أخرى، كما تدعي وجود اختلاف عرقي بينهم وبين السامريين. ذكر التلمود شعب يُدعى "كوثيم" في عدة مناسبات، وذكر أن وصولهم كان على أيدي الآشوريين. وفقًا لرواية سفر الملوك الثاني وكتابات يوسيفوس فلافيوس، نُقل شعب إسرائيل على يد ملك الآشوريين إلى حلح وإلى خابور نهر جوزان وإلى مدن الميديين. ثم أتى ملك الآشوريين بقوم من بابل وكوث وعوا وحماة وسفروايم إلى السامرة.سفر الملوك الثاني 17: 24 ولأن الله أرسل فيهم أسودًا لتقتلهم، أرسل ملك الآشوريين أحد الكهنة من بيت إيل ليعلم المستوطنين الجدد تعاليم الله. وكانت النتيجة النهائية أن المستوطنين الجدد أصبحوا يعبدون إله الأرض وآلهة البلدان التي أتوا منها.سفر الملوك الثاني 17: 25-33
أظهر سفر أخبار الأيام الثاني أنه بعد تدمير السامرة، كانت هناك محاولات من الملك حزقيا لتقريب أسباط إفرايم وزبولون وأشير ومنسى إلى مملكة يهوذا.أخبار الأيام الثاني 30: 1، 10-11، 18 وعند إصلاح الهيكل في زمن الملك يوشيا شاركت كل "بقية إسرائيل" من السامرة في التمويل، بما في ذلك أسباط منسى وأفرايم وبنيامين.أخبار الأيام الثاني 34: 9 كما تحدث سفر إرميا أن أُناس من شكيم وشيلوه والسامرة قدّموا البخور والحبوب إلى بيت الرب.إرميا 41: 5
لم يذكر سفر أخبار الأيام شيئًا عن أحداث إعادة التوطين الآشوري. مما دعا المؤرخ يتسحاق ماجن لزعم أن سفر أخبار الأيام ربما يكون الأقرب إلى الحقيقة التاريخية، وأن الاستيطان الآشوري لم ينجح، وبقي عدد كبير من السكان الإسرائيليين في السامرة، وفرّ جزء منهم جنوبًا بعد غزو يهوذا واستقروا هناك كلاجئين. بينما يعتقد الأثري آدم زيرتال أن الهجوم الآشوري كان في الفترة بين سنتي 721 ق.م. - 647 ق.م.، حيث استنتج ذلك من نوعية فخار بلاد الرافدين المكتشف في أراضي سبط منسى في السامرة، الذي وجد أنه حملته ثلاث موجات استيطانية معهم.
لخصت الموسوعة اليهودية وجهات النظر القديمة والحالية حول أصول السامريين. فقالت:
علاوة على ذلك، لا زال السامريون حتى يومنا هذا يزعمون أنهم ينحدرون من سبط يوسف.

### رواية يوسفيوس
اعتُبر يوسيفوس، وهو مصدر رئيسي للمعلومات حول السامريين، لفترة طويلة شاهدًا متحيزًا ومعاديًا للسامريين. وهو يظهر موقفًا غامضًا، واصفًا إياهم بأنهم عرقيون انتهازيون مختلفون، وبدلاً من وصفهم، كطائفة يهودية.

### مخطوطات البحر الميت
احتوت القصاصة 4Q550c من مخطوطات البحر الميت على عبارة غامضة حول احتمالية عودة رجل كوثي، لكن العبارة تظل غامضة. كما سجلّت القصاصة 4Q372 الآمال حول عودة القبائل الشمالية إلى أرض يوسف. ووصفت السكان الحاليين في الشمال بالحمقى والشعب العدو. ومع ذلك، لم تُشر القصاصات إليهم كأجانب. ومضت تقول بأن السامريين استهزئوا بأورشليم وبنوا هيكلاً على مكان مرتفع لاستفزاز إسرائيل.

## التاريخ

### العصر الحديدي
ينظر البعض إلى الروايات الواردة في سفر التكوين حول التنافسية بين أبناء يعقوب الاثني عشر على أنها تصف التوترات بين الشمال والجنوب. وفقًا للكتاب المقدس العبري، ظلت مملكة إسرائيل موحدة لفترة مؤقتة، ولكن بعد وفاة سليمان، انقسمت المملكة إلى قسمين، مملكة إسرائيل في الشمال وعاصمتها السامرة ومملكة يهوذا في الجنوب وعاصمتها القدس. يصور التاريخ التثنوي المكتوب في مملكة يهوذا، مملكة إسرائيل على أنها مملكة آثمة، عوقبت إلهيًا بسبب عبادتها للأصنام وآثامها من خلال تدميرها على يد الإمبراطورية الآشورية الحديثة سنة 720 ق.م. ظل العداء بينهما إلى فترة ما بعد السبي. يُعتبر سفر الملوك الثاني أكثر شمولاً من عزرا نحميا لأنه تعامل مع إسرائيل الموحدة ذات الاثني عشر سبطًا، في حين ركّز سفر أخبار الأيام الثاني على مملكة يهوذا وتتجاهل مملكة إسرائيل.
تؤكد الدراسات المعاصرة أن عمليات الترحيل حدثت قبل وبعد الغزو الآشوري لمملكة إسرائيل في الفترة 722-720 ق.م. ومع ذلك، فهم يُعتقدون أن عمليات السبي والترحيل هذه كانت أقل خطورة مما صوّره سفر الملوك. خلال الغزوات الآشورية السابقة، شهد الجليل وشرق الأردن عمليات ترحيل كبيرة، أدّت لاختفاء قبائل بأكملها؛ ولم يرد ذكر أسباط رأوبين وجاد ودان ونفتالي مرة أخرى. تُظهر الأدلة الأثرية في هذه المناطق أن عملية هجرة كبيرة للسكان حدثت هناك في أواخر القرن الثامن قبل الميلاد، نتج عنها تدمير العديد من المواقع أو هجرها أو ظلت غير مأهولة لفترة طويلة.
تشير الأدلة الأثرية في السامرة إلى وجود تباين كبير. ففي الوقت الذي دُمّرت فيه بعض المواقع أو هُجرت، ظلت المدن الكبرى مثل السامرة ومجدو في الغالب سليمة، بالإضافة إلى مواقع أخرى ظلت مأهولة. وإذا افترضنا أن الآشوريون رحّلوا 30 ألف شخص كما زعموا، لكان لا زال العديد من السكان باقون في المنطقة. ووفقًا للتغيرات في الثقافة المادية، قدر آدم زيرتال أن 10% فقط من السكان الإسرائيليين في السامرة هم من رُحِّلُوا، في حين لم يكن عدد السكان المنتقلون حديثًا من بلاد الرافدين يزيد عن بضعة آلاف، مما يعني أن معظم الإسرائيليين استمروا في الإقامة في السامرة. وصف أستاذ اللاهوت الفرنسي غاري نوبيرس هذه العملية بأنها: «... لم يتم استبدال السكان المحليين بالجملة بسكان أجانب، بل بالأحرى تقلّص عدد السكان المحليين»، وهو ما أرجعه إلى الوفيات الناجمة عن الحرب والمرض والمجاعة والترحيل القسري والهجرات إلى مناطق أخرى، وخاصة جنوبًا إلى مملكة يهوذا. ويبدو أن المهاجرين الذين جلبتهم الدولة قسرًا إلى السامرة قد اندمجوا بشكل عام مع السكان المحليين. ومع ذلك، جاء في سفر أخبار الأيام الثاني أن حزقيا ملك يهوذا دعا أعضاء من أسباط إفرايم وزبولون وأشير ويساكر ومنسى إلى القدس للاحتفال بعيد الفصح بعد تدمير مملكة إسرائيل الشمالية. لذا، يُعتقد أن الجزء الأكبر من الذين نجوا من الغزوات الآشورية بقوا في المنطقة، وأن المجتمع السامري اليوم ينحدر في الغالب من أولئك الذين بقوا.
من المحتمل أن يكون دين هذا المجتمع الباقي قد تشوّه كما ذكر سفر الملوك الثاني،سفر الملوك الثاني 17 الذي إدعى أن الديانة الإسرائيلية المحلية حُرّفت بعد أن دخلتها معتقدات المستعمرين الآشوريين. في الواقع، من شبه المؤكد أن السامريين الباقين على قيد الحياة استمروا في ممارسة اليهوهية، وبالتالي لم تجد الإصلاحات الدينية لملوك يهودا اللاحقين أمثال حزقيا ويوشيا صعوبة في الانتشار بين سكان الشمال الذين عاشوا خارج حدود مملكة يهوذا.

### الفترة الفارسية

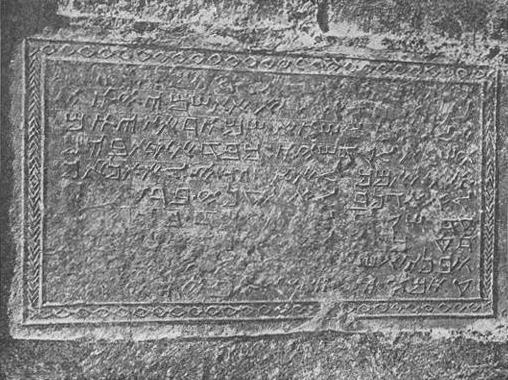
نقش قديم بالعبرية السامرية. الصورة ترجع لحوالي سنة 1900م، من مقتنيات صندوق استكشاف فلسطين.

وفقًا لسفر أخبار الأيام،36: 22-23 سمح الإمبراطور الفارسي كورش الكبير بعودة المنفيين إلى وطنهم وأمر بإعادة بناء الهيكل (صهيون). وصف النبي إشعياء كورش بأنه "مسيح الرب".إشعياء 45: 1 ونظرًا لأن السبي البابلي استهدف في المقام الأول ساكني الأراضي المنخفضة في مملكة يهوذا، فمن المحتمل أن السكان السامريين لم يتعرضوا للنفي، بل ظهرت عليهم علامات الرخاء على نطاق واسع.
فصّلت أسفار عزرا-نحميا أخبار الصراع السياسي الطويل بين نحميا حاكم مقاطعة يهود مديناتأ الفارسية الجديدة وسنبلط الحوروني حاكم السامرة، والذي تمحور حول إعادة تحصين أورشليم المدمرة آنذاك. وعلى الرغم من هذا الخلاف السياسي، يشير النص إلى أن العلاقات بين اليهود والسامريين كانت ودية تمامًا، حيث بدا أن التزاوج بين الاثنين أمرًا شائعًا، حتى أن الكاهن الأعظم يوياداع تزوج ابنة سنبلط.
تشير الدلائل الأثرية من فترة الحكم الأخميني إلى وجود اختلاط كبير بين اليهود والسامريين القدامى، حيث تشترك المجموعتان في لغة وخط مشتركين، مما يدحض الادعاء بأن الانقسام ترسّخ منذ ذاك الوقت. ومع ذلك، تشير المسميات إلى وجود ثقافة شمالية مميزة.
لا يُعثر على أدلة أثرية تدل على التواجد السكاني في جبل جرزيم في الفترتين الآشورية والبابلية، ولكن الآثار تشير إلى تواجد منطقة مقدسة في الموقع في الفترة الفارسية، بحلول القرن الخامس قبل الميلاد. ولا يمكن اعتبار ذلك دليلًا على انقسام حاد بين اليهود والسامريين، لأن معبد جرزيم كان بعيدًا عن المعبد اليهودي الوحيد خارج مملكة يهوذا. يعتقد معظم العلماء المعاصرين أن الانقسام بين اليهود والسامريين حدث بالتدريج تاريخيًا على مدى عدة قرون وليس انقسامًا واحدًا في وقت معين.

### الفترة الهيلينية
غزت الإمبراطورية المقدونية بلاد الشام في ثلاثينيات القرن الثالث قبل الميلاد، مما أدى إلى خضوع كل من السامرة ويهوذا للحكم الإغريقي تحت اسم مقاطعة كل سوريا. تعرضت السامرة لدمار شامل بسبب غزو الإسكندر والاستعمار اللاحق، وإن كانت أراضيها الجنوبية سلمت من عواقب الغزو واستمرت في الازدهار. ازدادت الأمور تعقيدًا سنة 331 ق.م.، عندما تمرد السامريون وقتلوا الحاكم المقدوني أندروماخوس، مما أدى إلى انتقام وحشي من قبل الجيش الإغريقي. وبعد وفاة الإسكندر الأكبر، أصبحت المنطقة جزءًا من المملكة البطلمية الحديثة، ثم غزاها جيرانهم السلوقيين في إحدى الحروب العديدة.
على الرغم من أن الهيكل الموجود على جبل جرزيم كان موجودًا منذ القرن الخامس قبل الميلاد، إلا أن الأدلة تشير إلى أن ساحته المقدسة شهدت توسعًا هائلاً خلال العصر الهلنستي المبكر، مما يعني أن مكانته كمكان بارز للعبادة السامرية قد بدأت تتبلور. وبحلول عهد أنطيوخوس الثالث، بلغت مساحة "مدينة" الهيكل 30 دونمًا. دلّ الظهور المفاجئ للأسماء اليهودية والعبرية في مراسلات ذلك العصر على تمركز طائفة مزدهرة حول جرزيم، مما يشير إلى أن المجتمع السامري تأسس رسميًا بحلول القرن الثاني قبل الميلاد.
وحين جلس أنطيوخوس الرابع على عرش الإمبراطورية السلوقية بين سنتي 175-163 ق.م. كانت سياسته تهدف إلى هلينة كامل مملكته، وتوحيد ممارسة الشعائر الدينية. جاء في سفر المكابيين الأول،المكابيين الأول 1: 41-50 أن أنطيوخوس الرابع أعلن نفسه تجسدًا للإله اليوناني زيوس وحكم بالموت على أي شخص يرفض عبادته. وفي القرن الثاني قبل الميلاد، أدت سلسلة من الأحداث إلى ثورة قام بها فصيل من اليهود ضد أنطيوخس الرابع.
خلال الفترة الهلنستية، انقسمت السامرة إلى حد كبير بين فصيل هليني متمركز في السامرة (سبسطية)، وفصيل تقيّ في شكيم والمناطق الريفية المحيطة بها يقودهم الكاهن الأعظم. حتى حوالي سنة 110 ق.م.، حظي السامريون بالاستقلالية إلى حد كبير، وخضعوا اسميًا للإمبراطورية السلوقية، إلى أن دمّر الحاكم الحشموني يوحنا هيركانوس الهيكل السامري على جبل جرزيم، ودمّر السامرة؛ ولم تتبق اليوم سوى عدد قليل من بقايا الهيكل الحجرية. كانت حملة تدمير هيركانوس بمثابة اللحظة الفاصلة التي أكّدت العلاقات العدائية بين اليهود والسامريين. أدت تصرفات الحشمونيين إلى انتشار الاستياء الواسع بين السامريين وابتعادهم عن إخوانهم اليهود، مما أدى إلى تدهور العلاقات بين الاثنين الذي استمر قرونًا، إن لم يكن آلاف السنين.

### الفترة الرومانية
في ظل الإمبراطورية الرومانية، أصبحت السامرة جزءًا من الحكم الرباعي الهيرودي، ومع عزل هيرودوس أرخيلاوس في أوائل القرن الأول الميلادي، أصبحت السامرة جزءًا من المقاطعة اليهودية. وكانت الإشارات إلى وجود السامريين في الأناجيل المسيحية محدودة، وبرزها قصة المرأة السامرية عند البئريوحنا 4: 5-43 ومثل السامري الصالح.لوقا 10: 30-37
وأعطى الرومان السامریین قدراً كبیراً من الحریة السیاسیة في بدایات حكمھم، فأعيد بناء هيكل جرزيم بعد ثورة بار كوخبا. لكن تلاشت تلك الحریة مع مرور الزمن بعد أن تحوّل الرومان إلى دعاة متحمسين للتنصیر الإجباري، ولم یفرّقوا بین الیھود الأعداء التقليديين للمسيحية وبین السامریین، مما دفعهم للثورة في كثیر من الأحیان رداً على الاضطھاد الروماني، فنكّل الرومان بھم.
أما دينيًا، يُعرّف مبنى كُنيّس ديلوس الذي يرجع تاريخه إلى القرن الثاني قبل الميلاد، بأنه كُنيّس سامري، مما يجعله أقدم كنيس يهودي أو سامري معروف. وتُنسب العديد من الشرائع السامرية إلأى الكاهن الأعظم السامري بابا رابّا الذي عاش في القرن الرابع الميلادي.

### الفترة البيزنطية
وفقًا للمصادر السامرية، فإن الإمبراطور البيزنطي زينون (الذي تسميه تلك المصادر "زيت ملك أدوم") اضطهد السامريين، حيث ذهب الإمبراطور إلى نيابوليس (شكيم)، وجمع الشيوخ وطلب منهم التحول إلى المسيحية؛ وعندما رفضوا، أمر زينون بقتل العديد من السامريين، وحوّل المعبد إلى كنيسة. ثم تملّك زينون جبل جرزيم، وبنى عدة صروح، منها قبر لابنه المتوفى حديثًا، ووضع عليه صليبًا، ليسجد السامريون أمام القبر. وفي وقت لاحق في سنة 484م، ثار السامريون، وهاجموا شكيم، وأحرقوا خمس كنائس مبنية فوق الأماكن المقدسة السامرية، وقطعوا إصبع الأسقف تريبينثوس الذي كان يرأس مراسم عيد العنصرة، وانتخبوا شخصًا يدعى يوستا ملكًا عليهم؛ ثم انتقلوا إلى قيصرية حيث يعيش مجتمع سامري مرموق، فقتلوا عددًا من المسيحيين، ودُمرت كنيسة القديس سيباستيان. عزّز الرومان قواتهم، وهزموا يوستا وقتلوه، وأرسلوا رأسه إلى زينون. وفقًا لبروكوبيوس، فقد قمع الإمبراطور شخصياً تمرد السامرة. يعتقد بعض المؤرخين المعاصرين أن ترتيب الوقائع في المصادر السامرية معكوس، حيث أن اضطهاد زينون كان نتيجة للتمرد وليس سببًا له، وكان ينبغي أن يحدث بعد سنة 484م، حوالي سنة 489م. أعاد زينون بناء الكنيسة في نيابوليس، ومنع السامريون من الصعود إلى جبل جرزيم، الذي بني على قمته برجًا للإشارة للتنبيه في حالة حدوث اضطرابات مدنية.
وفقًا لسيرة ذاتية لراهب مجهول من بلاد الرافدين يُدعى بارصوما، كانت رحلة حجه إلى المنطقة في أوائل القرن الخامس الميلادي مصحوبة باشتباكات مع السكان المحليين الرافضين للتحويل القسري للمسيحية، إلا أنه تمكّن من تحويل بعض السامريين من خلال شفائه لبعضهم. في القرن السادس الميلادي، اجتذب راهب زاهد يُدعى يعقوب يعيش في كهف بالقرب من بورفيريون في جبل الكرمل المعجبين، بما فيهم سامريون تحولوا على يديه إلى المسيحية. وزعم بروكوبيوس أنه نتيجة للضغوط الحكومية المتزايدة، ربما فضل العديد من السامريين الذين رفضوا التحول إلى المسيحية في القرن السادس الميلادي الوثنية أو حتى المانوية.
تحت قيادة شخصية مسيانية كاريزمية تدعى يوليانوس بن صابار (أو بن ساهر)، شن السامريون حربًا لإنشاء دولتهم المستقلة سنة 529م. وبمساعدة الغساسنة، سحق الإمبراطور جستينيان الأول التمرد؛ مات عشرات الآلاف من السامريين أو استعبدوا. بعد ذلك، حُظرت الديانة السامرية التي كانت تتمتع في السابق بوضعها ضمن الأديان المشروعة؛ فتضاءل عدد سكان المجتمع السامري مرة واحدة من مئات الآلاف على الأقل إلى عشرات الآلاف. رغم ذلك، نجا السكان السامريين في السامرة من الثورات. وأثناء رحلة حج إلى الأراضي المقدسة سنة 570 م، سافر حاج مسيحي من بيشنزة عبر السامرة، وسجّل ما يلي: «من هناك مررنا بعدد من الأماكن التابعة للسامرة واليهودية إلى مدينة سبسطية، مكان قبر النبي إليشع. كانت هناك عدة مدن وقرى سامرية في طريقنا نزولاً عبر السهول، وكلما مررنا في الشوارع كانوا يمحون آثار أقدامنا بالتبن، سواء كنا مسيحيين أو يهود، كان لديهم رعب شديد من كليهما.»
أرجع مناحم مور أستاذ التاريخ اليهودي انخفاض عدد السكان السامريين في القرنين الخامس والسادس الميلاديين إلى حملات التنصير المستمرة لسكان فلسطين بدلاً من الانتفاضات ضد البيزنطيين، حيث اعتنق عدد كبير من السامريين في المدن والبلدات المسيحية، بعضهم تحت الضغط والبعض الآخر بمحض إرادته. كما زعم مور أن المصادر السامرية والمسيحية فضلت إخفاء هذه الظاهرة، حيث فضل السامريون أن يعزو انخفاضهم العددي بسبب مقاومتهم للتحويل القسري، في حين لم يكن المسيحيون على استعداد للاعتراف بأن السامريين أُكرهوا على قبول المسيحية، وفضلوا بدلاً من ذلك الادعاء بأن العديد من السامريين قُتلوا بسبب طبيعتهم المتمردة. وعلى النقيض، لم تظهر أي من الاكتشافات الأثرية آثارًا تشير إلى تغير هوية السكان المحليين طوال الفترة البيزنطية.

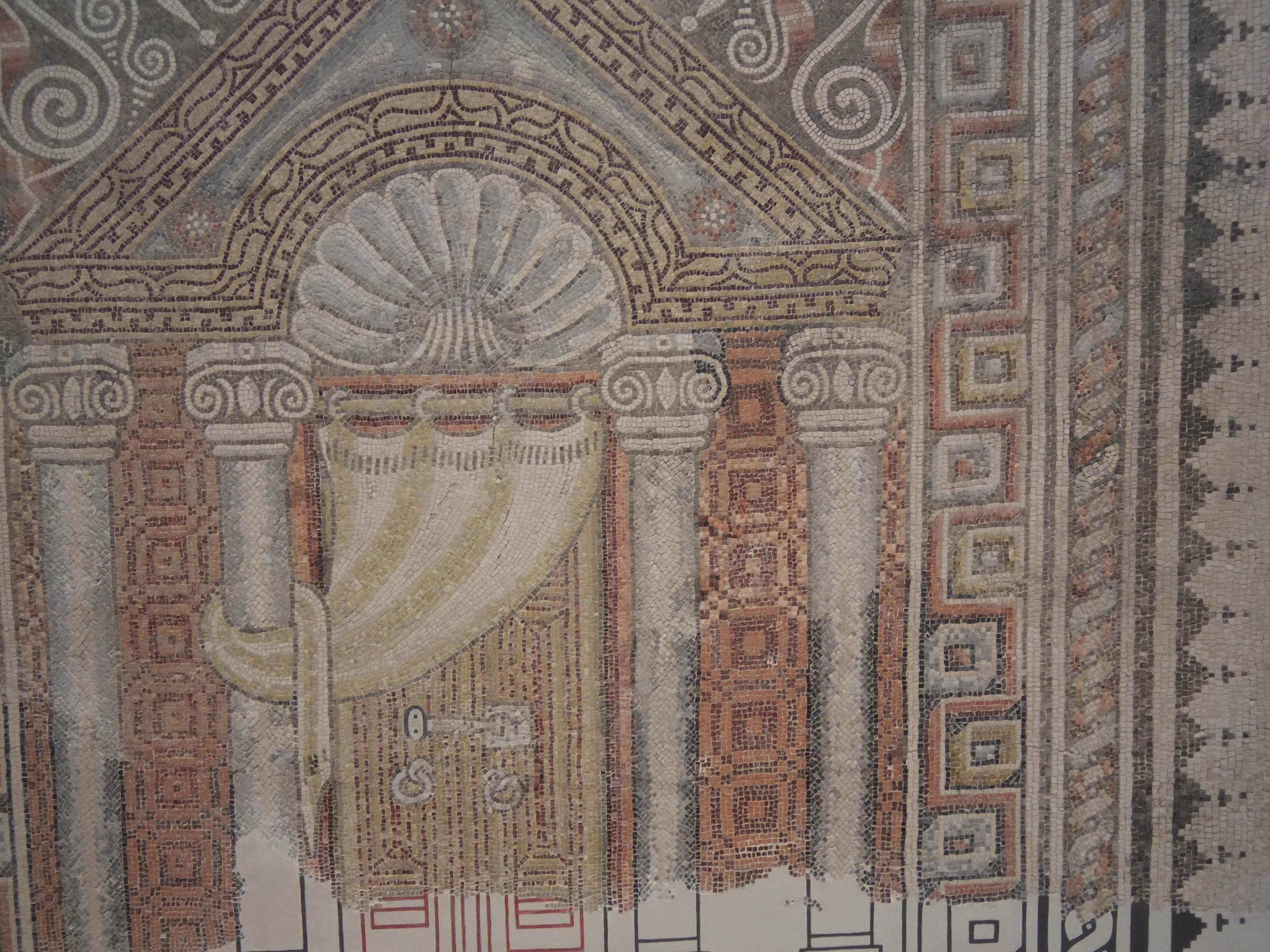
فسيفساء من كُنيّس سامري (متحف إسرائيل)

### الفترة الإسلامية الأولى
بحلول زمن الفتح الإسلامي للشام، كانت هناك مجتمعات سامرية صغيرة متفرقة تعيش أيضًا خارج فلسطين في مصر وسوريا وإيران. وفقًا لميلكا ليفي روبين أستاذة الدراسات اليهودية، تحول العديد من السامريين في ظل الحكم العباسي والطولوني، بعد أن تعرضوا لمصاعب قاسية مثل الجفاف والزلازل والاضطهاد من قبل الحكام المحليين والضرائب المرتفعة على الأقليات الدينية والفوضى. كان السامريون يُعاملون في كثير من الأحيان معاملة أهل الكتاب، فكُفلت لهم الحرية الدينية، وكانوا يخضعون لحماية الحكام المسلمين، ولهم الحق في ممارسة دينهم، مقابل الجزية المفروضة على أهل الذمة من الذكور البالغين.
عمّت الفوضى فلسطين خلال السنوات الأولى لحكم الخليفة العباسي المأمون. بحسب كتاب التاريخ لأبي الفتح السامري، خلال تلك الفترة، وقعت العديد من الاشتباكات، وعانى السكان المحليون من المجاعة، بل وفرّوا من منازلهم خوفًا، و"تخلّى الكثيرون عن إيمانهم". قُمعت الثورة، لكن زاد الخليفة المعتصم بعد ذلك الضرائب على المتمردين، مما أدى إلى اندلاع انتفاضة ثانية. استولت قوات المتمردين على نابلس، حيث أشعلت النار في المعابد السامرية. تحسن وضع المجتمع لفترة وجيزة بعد أن قُمِعَت هذه الانتفاضة، واستأنف الكاهن الأعظم فينحاس بن نتانئيل تعبُّده في كُنيّس نابلس. وفي عهد الواثق، قاد أبو حرب تميم المبرقع الذي كان يحظى بدعم قبائل اليمن، انتفاضة أخرى. فاستولى على نابلس وتسبب في هروب الكثيرين، وأصيب الكاهن الأعظم السامري، ثم توفي متأثرا بجراحه في الخليل. ولم يتمكن السامريون من العودة إلى ديارهم إلا بعد هزيمة المبرقع وأسره سنة 842م.
فُرض عدد من القيود على أهل الذمة في عهد الخليفة العباسي المتوكل، وارتفعت الأسعار مرة أخرى، وعانى الكثير من الناس من الفقر المُدقع. "فقد الكثير من الناس إيمانهم نتيجة الغلاء الرهيب في الأسعار، وسئموا دفع الجزية. وكان هناك العديد من الأبناء والعائلات الذين تركوا إيمانهم وضاعوا". ويعود تقليد ارتداء الرجال للطربوش الأحمر أيضًا إلى أمر المتوكل الذي قضى بتمييز غير المسلمين عن المسلمين.
ارتبطت العديد من الحالات التي تحول فيها السامريون إلى الإسلام المذكورة في تاريخ أبي الفتح بالصعوبات الاقتصادية التي أدت إلى انتشار الفقر على نطاق واسع بين السكان السامريين، أو الفوضى التي تركت السامريين بلا حول ولا قوة ضد هجمات المتمردين، ومحاولات هؤلاء الناس وغيرهم إجبار السامريين على التحول للإسلام. وبحلول القرن التاسع الميلادي، كانت قرى مثل سنجل وجينصافوط ذات الأغلبية السامرية قد تحوّلت للإسلام. وبحلول نهاية الفترة الإسلامية الأولى، تمركز السامريون بشكل رئيسي في نابلس، بينما استمرت وجود مجتمعات أخرى لهم في قيصرية والقاهرة ودمشق وحلب وصربتة وعسقلان.

### الفترة الصليبية
خلال الحملات الصليبية، استولى الفرنجة على نابلس، والتي يقيم فيها معظم السامريين، وهي المدينة التي نجت من المذابح التي حدثت في مناطق أخرى حيث سرى عليهم ما سرى على جيرانهم من العرب واليهود في فلسطين مثلما حدث في المدن الساحلية كأرسوف وقيصرية وعكا وربما عسقلان. ورغم ذلك، خلال الغزو الفرنجي لنابلس، دمر الفرنجة الغزاة المباني السامرية، وفي وقت لاحق هدموا حمامهم الطقسي وكُنيّسهم على جبل جرزيم. حظي السامريون مثلهم مثل السكان المسيحيين غير اللاتينيين في مملكة بيت المقدس، بمعاملة متسامحة، وربما تفضيلهم لأنهم كانوا مطيعين، ولكونهم ذُكروا بشكل إيجابي في العهد الجديد. حلّت المصائب على السامريين مع غارة للمسلمين على نابلس سنة 1137م، أسروا فيها 500 رجل وامرأة وطفل سامري، وساروا بهم إلى دمشق.

### الفترة العثمانية

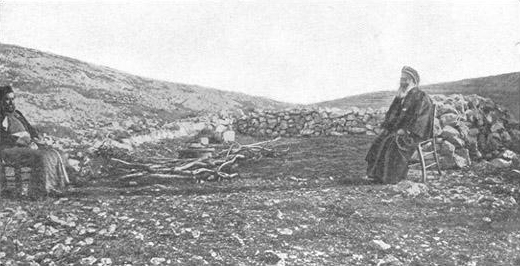
مركز العبادة السامرية على جبل جرزيم. صورة ترجع لحوالي سنة 1900م.

بحسب التعداد العثماني لسنتي 1525-1526م، عاشت 25 عائلة سامرية في غزة، و29 عائلة في نابلس. وفي تعداد سنتي 1548-1549م، كان هناك 18 عائلة في غزة و34 عائلة في نابلس. وفي سنتي 1596-1597م، أصبح هناك 8 عائلات في غزة، و20 عائلة في نابلس، و5 عائلات في صفد. تقلصت الطائفة السامرية في مصر نتيجة الاضطهاد العثماني للسامريين الذين عملوا في دولة المماليك، فاعتنق غالبيتهم الإسلام. وفي دمشق، قُتل غالبية الطائفة السامرية أو اعتناقوا الإسلام وانتقل بعضهم إلى نابلس في عهد الباشا العثماني مردم بقين في أوائل القرن السابع عشر. ولم يعد هناك سامريون في دمشق؛ وبقيت حفنة قليلة منهم في غزة.

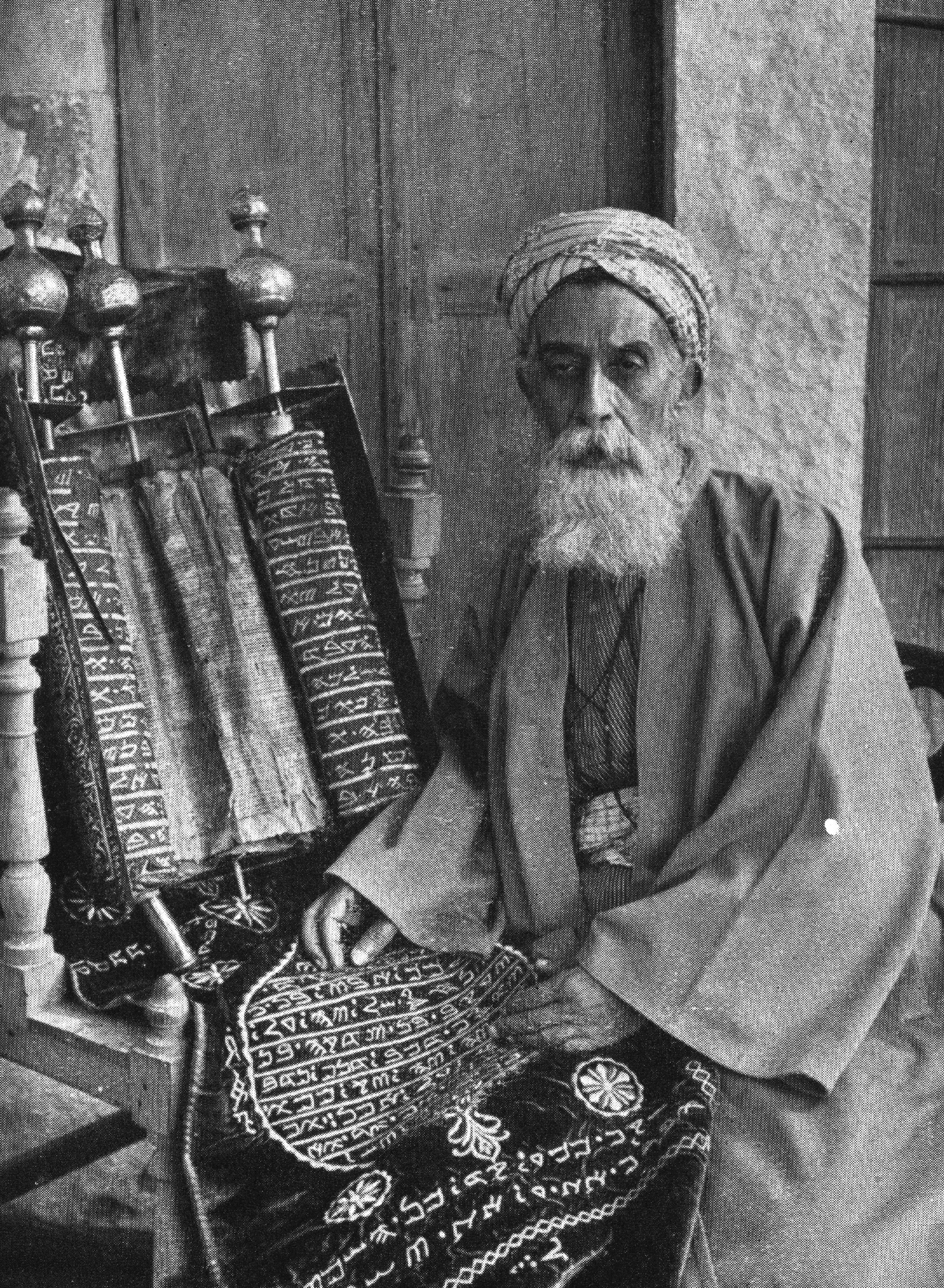
إسحاق بن عمرام بن شالما بن طابيا الكاهن الأعظم السامري، حوالي سنة 1920م.

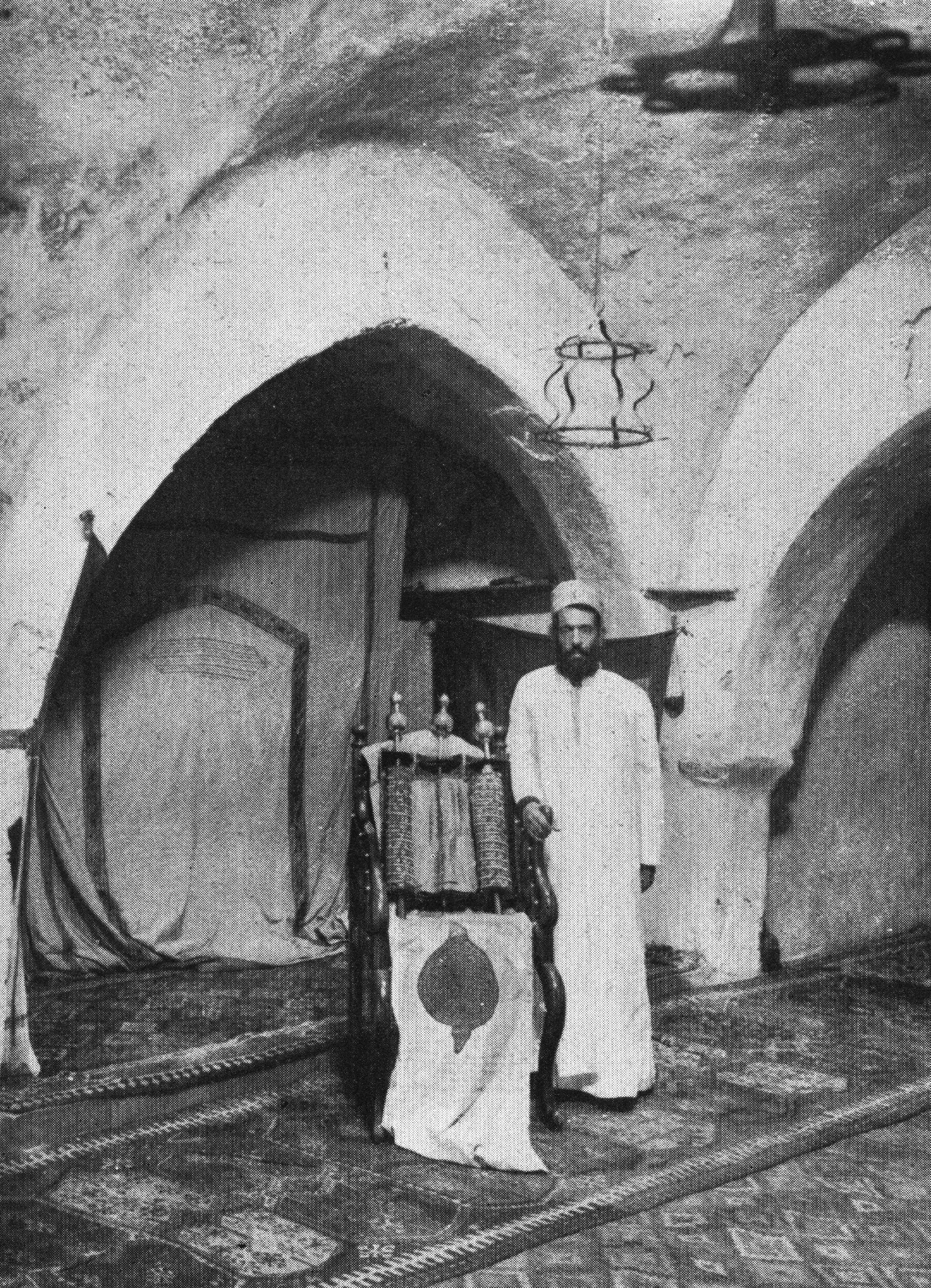
الكُنيّس السامري في نابلس من الداخل، حوالي سنة 1920م.

في سنة 1624م، توفي آخر كاهن أعظم سامري من نسل أليعازر بن هارون دون أن يُعقب، فانتقل المنصب إلى نسل ابن هارون الآخر، إيثامار. بحلول منتصف القرن السابع عشر الميلادي، بقيت مجتمعات سامرية صغيرة جدًا في نابلس وغزة ويافا. أدى زلزال 1759م، والوباء الذي أعقبه، والقيود الأخرى المفروضة على السامريين إلى الحدّ من نمو مجتمعهم، وبحلول نهاية القرن الثامن عشر الميلادي، كان هناك 200 شخص فقط يعيشون هناك ويعتاشون من التجارة والسمسرة وجمع الضرائب. عاشت غالبية العائلات السامرية في القرن التاسع عشر في "حارة السمرة" جنوب غرب نابلس، وعمل بعض السامريين موظفين في السلطات البلدية، بينما عمل آخرون في الأعمال التجارية الصغيرة والحرف المحلية في نابلس والمناطق المجاورة لها. ولجأ بعضهم أحيانًا إلى بيع المخطوطات القديمة.
خلال أربعينيات القرن التاسع عشر، بدأ علماء نابلس النظر إلى السامريين أنهم ليسوا من أهل الكتاب، ويجب معاملتهم معاملة الكفار، ومُنعوا من تقديم ذبائح عيد الفصح على جبل جرزيم حتى سنة 1849م. وبحلول نهاية الفترة العثمانية، تضاءل المجتمع السامري إلى أدنى مستوياته مع ضغوط التحول والاضطهاد من الحكام المحليين والكوارث الطبيعية العرضية إلى ما یتراوح بین 150 - 200 نسمة، وكانوا یعیشون في حي الیاسمینة في مدینة نابلس القدیمة، وكانوا في معظمھم من الباعة والحرفیین، وبشكل عام لم یكونوا من الأثریاء. و1931م وجود 163 و182 سامري في فلسطين على الترتيب. سكنت غالبيتهم في نابلس، كما سكن 12 منهم في طولكرم، و12 في يافا، و6 في السلط في شرق الأردن. وفي وقت لاحق انتقل البعض إلى رمات غان وإلى حيفا. خلال ثورة البراق، هاجم ثوار عرب السامريين الذين كانوا يؤدون ذبيحة عيد الفصح على جبل جرزيم، وألقوا الحجارة عليهم وعلى ضيوفهم حتى تدخلت الشرطة البريطانية.

### السامريون اليوم
بعد انتهاء الانتداب البريطاني على فلسطين وقيام دولة إسرائيل، هاجر بعض السامريين الذين كانوا يعيشون في يافا إلى السامرة وعاشوا في نابلس. بحلول أواخر الخمسينيات، غادر حوالي 100 سامري الضفة الغربية إلى إسرائيل بموجب اتفاق مع الإدارة الأردنية للضفة الغربية. في سنة 1954م، أسس الرئيس الإسرائيلي إسحاق بن تسفي جيبًا سامريًا في حولون بإسرائيل. خلال فترة الإدارة الأردنية للضفة الغربية، سُمح للسامريين من حولون بزيارة جبل جرزيم مرة واحدة فقط في السنة، في عيد الفصح.
وفي سنة 1967م، احتلت إسرائيل الضفة الغربية خلال حرب 1967، وخضع السامريون هناك للحكم الإسرائيلي. حتى التسعينيات، كان معظم السامريين في الضفة الغربية يقيمون في مدينة نابلس بالضفة الغربية أسفل جبل جرزيم. ثم انتقلوا إلى جوار مستوطنة هار براخا نتيجة للعنف خلال الانتفاضة الفلسطينية الأولى إلى قرية لوزة. وفي منتصف التسعينيات، مُنح السامريون في قرية لوزة الجنسية الإسرائيلية. كما أصبحوا مواطنين في السلطة الفلسطينية بعد اتفاقيات أوسلو. ونتيجة لذلك، أصبحوا الشعب الوحيد الذي يمتلك الجنسية الإسرائيلية الفلسطينية المزدوجة. لم يبق للطائفة السامرية في نابلس نفسها سوى كُنيّس مهجور.

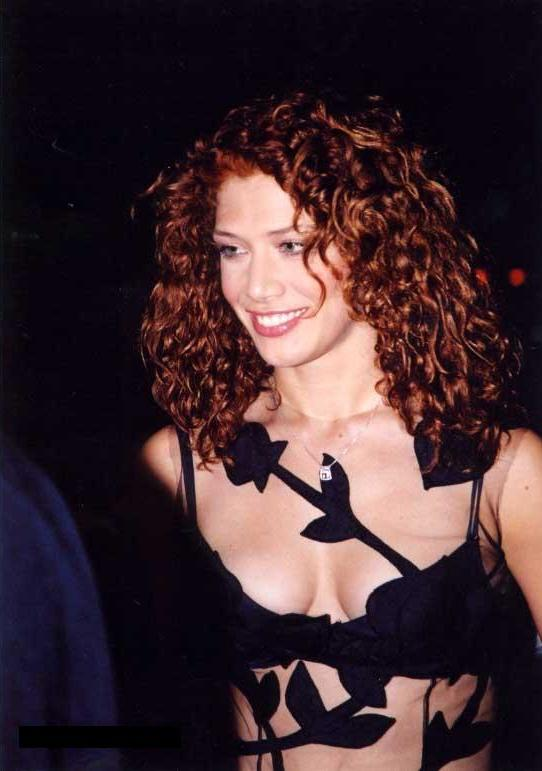
صوفي تسيداكا، ممثلة إسرائيلية من الطائفة السامرية.

واليوم، يندمج السامريون في إسرائيل بشكل كامل في المجتمع ويخدمون في الجيش الإسرائيلي. كما يحظى السامريون في الضفة الغربية بعلاقات جيدة مع جيرانهم الفلسطينيين مع احتفاظهم بجنسيتهم الإسرائيلية، وحظوا بتمثيل نیابي في المجلس التشريعي الفلسطيني في عهد ياسر عرفات الذي منحهم مقعد تحت نظام الكوتا، إلا أنه ألغيت تلك الحصة بعد وفاة عرفات. يميلون السامريون إلى إتقان اللغتين العبرية والعربية، ويستخدمون الأسماء العبرية والعربية.

## الدراسات الجينية
حديثًا، أُجريت العديد من الدراسات الجينية على السكان السامريين باستخدام مقارنات المجموعات الفردانية بالإضافة إلى الدراسات الوراثية واسعة الجينوم. من بين الذكور السامريين الـ12 المستخدمين في التحليل، كان لدى 10 (83%) كروموسومات Y تنتمي إلى المجموعة الفردانية J، والتي تضم ثلاثًا من العائلات السامرية الأربع. تنتمي عائلة يشوع-مارهيف إلى المجموعة الفردانية J-M267 (المعروفة سابقًا باسم "J1")، بينما تنتمي عائلتا دانافي وتسيداكا إلى المجموعة الفردانية J-M172 (المعروفة سابقًا باسم "J2")، ويمكن التمييز بينهما بواسطة الأليل M67 SNP - الموجود في عائلة دانافي - والأليل PF5169 SNP - الموجود في عائلة تسيداكا. أما أكبر وأهم عائلة سامرية، وهو عائلة كوهين المنحدرين من سبط لاوي، فينتمون إلى المجموعة الفردانية E.
نُشرت مقالة سنة 2004م حول النسب الوراثي للسامريين، قارنت الدراسة النسب الوراثي لعينة من السامريين بالعديد من السكان اليهود الذين يعيشون جميعًا حاليًا في إسرائيل مثل الفلاشا والأشكناز، واليهود العراقيين، واليهود الليبيين، واليهود المغاربة، واليهود اليمنيين، بالإضافة إلى الدروز والفلسطينيين، وخلصت إلى أنه «يشير تحليل المكوّن الرئيس إلى الأصل المشترك للسلالات السامرية واليهودية، ويمكن إرجاع معظم السلالات السابقة إلى سلف أبوي مشترك فيما يُعرف اليوم باسم الكهنة العظماء الإسرائيليين (كوهانيم) يعود إلى زمن الغزو الآشوري لمملكة إسرائيل.» وكانت سلالات الميتوكوندريا لدى السامريين هي الأقرب إلى تسلسلات الحمض النووي للميتوكوندريا اليهودية العراقية والفلسطينية.

## السكان

### التعداد

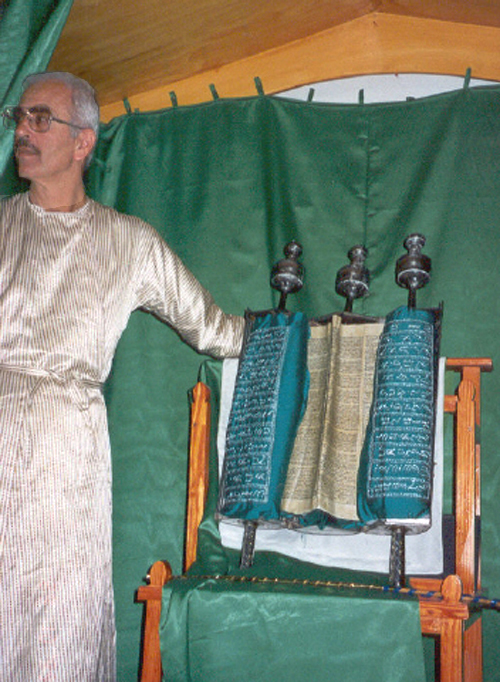
سامري أمام التوراة السامرية.

وصل عدد السامريين قديمًا إلى مليون سامري، تضاءلت أعداد المجتمع السامري الذي كان مزدهرًا خلال فترات الحكم الإسلامي المختلفة في المنطقة إما من خلال الهجرة أو اعتناق الإسلام، حتى انحدرت إلى 100 سامري في سنة 1786م، ثم 141 سامري سنة 1919م، و150 سامري سنة 1967م. ارتفعت الأعداد إلى 745 في سنة 2011م إلى 777 في سنة 2015م حتى 820 في سنة 2019م.
يقيم نصف السامريين اليوم في منازل حديثة في قرية لوزة على جبل جرزيم المقدس عندهم، والباقي في مدينة حولون لمجاورة لتل أبيب. كما تعيش أربع أُسر سامرية في بنيامينا-جفعت عدا وماتان وأسدود. كمجتمع صغير محصورًا بين جيران متعادين، تردد السامريون في الانحياز علنًا إلى أحد جانبي الصراع العربي الإسرائيلي، خوفًا من أن يؤدي ذلك إلى تداعيات سلبية. يلتحق السامريين حاملي الجنسية الإسرائيلية بالجيش، مثلهم مثل اليهود الإسرائيليين.

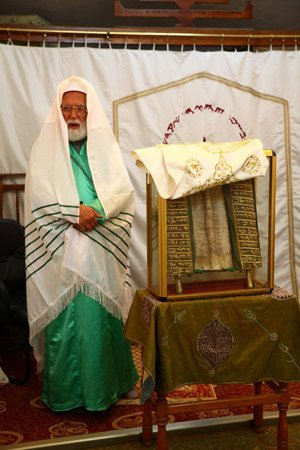
الكاهن الأعظم السامري الحالي "عابد بن أشير بن متشولح" وهو من الجيل 133 من نسل إيثامار بن هارون، ويشغل المنصب منذ سنة 2013م.

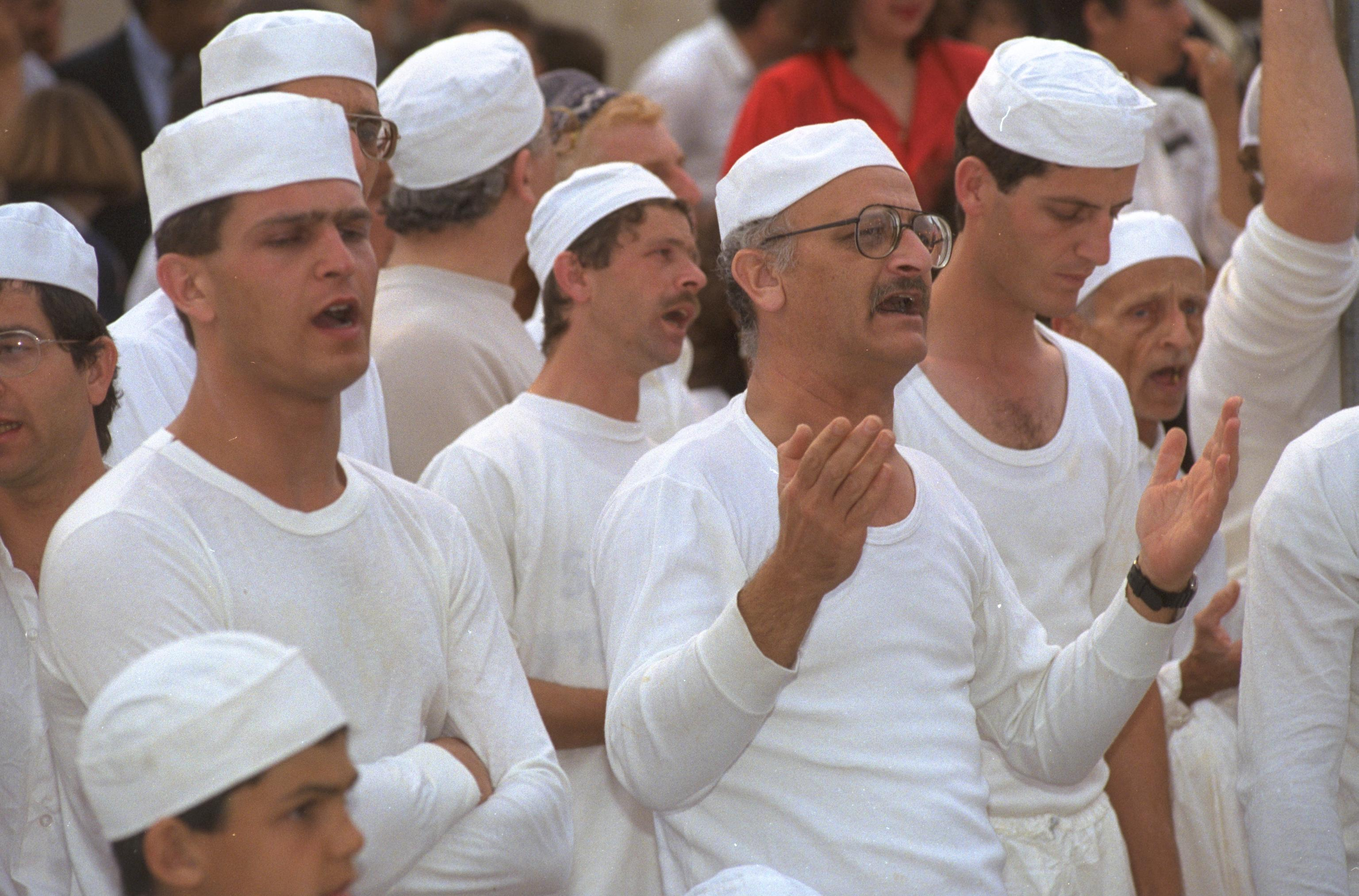
احتفال السامريين بعيد الفصح على جبل جرزيم.

### بقاء المجتمع
تعد مسألة استمرارية المجتمع أحد أكبر المشاكل التي تواجه المجتمع السامري اليوم. مع هذا العدد الصغير من السكان، المقسمين إلى أربع عائلات فقط (كوهين، وتسيداكا، ودنافي، ومرهيف، بعد انقطاع نسل عائلة مطر سنة 1968م)، والرفض العام لقبول المتحولين إلى السامرية، كان من الشائع أن يتزوج السامريون ضمن عائلاتهم حتى بين أبناء العمومة من الدرجة الأولى. نتج عن ذلك تاريخ من الاضطرابات الوراثية داخل المجموعة بسبب صغر تجميعة الجينات. ولمواجهة ذلك، سمح مجتمع حولون السامري للرجال بالزواج من نساء غير سامريات (في المقام الأول، يهوديات إسرائيليات)، بشرط موافقة النساء على اتباع الممارسات الدينية السامرية. تخضع هؤلاء النسوة لفترة تجريبية مدتها ستة أشهر قبل الانضمام رسميًا إلى المجتمع السامري لمعرفة ما إذا كُنّ يرغبن بهذا الالتزام أم لا. غالبًا، ما يشكل هذا مشكلة بالنسبة للنساء اللاتي عادة ما يكُنّ أقل رغبة في اتباع التفسير الصارم لقوانين الكتاب المقدس (سفر اللاويين) المتعلقة بالحيض، والتي بموجبها يجب عليهن العيش في مسكن منفصل أثناء الدورة الشهرية وبعد الولادة. كانت هناك حالات قليلة من الزواج المختلط. بالإضافة إلى ذلك، توجّب على جميع الزيجات داخل المجتمع السامري الحصول أولاً على موافقة من قبل أخصائي علم الوراثة في مركز شيبا الطبي، وذلك لمنع انتشار الاضطرابات الوراثية. وفي اجتماعات نظمتها "وكالات الزواج الدولية"، سُمح لعدد صغير من النساء من روسيا وأوكرانيا اللاتي وافقن على مراعاة الممارسات الدينية السامرية بالزواج في مجتمع قرية لوزة السامري في محاولة لتوسيع تجميعة الجينات. يواجه المجتمع السامري في إسرائيل أيضًا تحديات سكانية حيث يترك بعض الشباب المجتمع ويتحولون إلى اليهودية. أحد أبرز الأمثلة على ذلك مقدمة البرامج التليفزيونية الإسرائيلية صوفي تسيداكا التي أنتجت فيلمًا وثائقيًا عن تركها المجتمع في سن 18 عامًا.
رئيس الطائفة هو الكاهن الأعظم السامري وهو من الجيل 133 من نسل إيثامار بن هارون الذين تولوا المنصب منذ سنة 1624م؛ بعد أن انقطع النسل السامري لأليعازر بن هارون الكاهن، واسمه عابد بن أشير بن متوشلخ، وهو في منصبه منذ 19 أبريل 2013م. يكون اختيار رئيس الكهنة في كل جيل، الأكبر سنا من العائلة الكهنوتية، ويقيم على جبل جرزيم.

### المسلمون من أصول سامرية في نابلس
يُعتقد أن الكثير من السكان الفلسطينيين المحليين في نابلس ينحدرون من أصول سامرية قبل اعتناقهم الإسلام، ربما لطبيعة الإسلام التوحيدية التي سهلت عليهم قبوله. يصف السامريون حالهم خلال الفترة العثمانية بأنه أسوأ فترة في تاريخهم الحديث، حيث اضطرت العديد من العائلات السامرية إلى اعتناق الإسلام في تلك الفترة. وحتى اليوم، ترتبط بعض أسماء العائلات النابلسية مثل العماد والسمري والمسلماني ويعيش والشخشير وغيرها بأصول سامرية. وفي سنة 1940م، كتب المؤرخ إسحاق بن تسفي الذي أصبح رئيسًا لإسرائيل فيما بعد مقالًا ذكر فيه أن ثلثي سكان نابلس والقرى المجاورة لها هم من أصل سامري. وذكر اسم عدة عائلات فلسطينية مسلمة ذات أصول سامرية، منها عائلات العماد والسمري وأبو وردة وقاسم، وقامت بحماية السامريين من اضطهاد المسلمين في خمسينيات القرن التاسع عشر الميلادي. كما إدعى أن هذه العائلات كانت لديها سجلات مكتوبة تشهد على أصولها السامرية، والتي احتفظ بها كبرائهم وشيوخهم.

## الديانة السامرية
يعترف السامريون فقط بأسفار موسى الخمسة السامرية ونسختهم الخاصة من سفر يشوع، لاعتقادهم أنها نسختهم هي الأصلية غير المُحرّفة من التوراة التي أعطيت لموسى وبني إسرائيل على جبل سيناء. لذا، فهم يرفضون الأسفار الأخرى التي اشتملها الكتاب المقدس العبري والروايات الشفهية (المشناه والتلمود). أسفار موسى الخمسة السامرية مكتوبة باللغة العبرية السامرية وبالأبجدية السامرية، وهي نوع مختلف يستخدم الأبجدية العبرية القديمة التي تخلى عنها اليهود.
تحتوي أسفار موسى الخمسة السامرية على بعض الاختلافات عن النسخة الماسورية للتوراة المستخدمة في اليهودية؛ وفقًا للمعتقد السامري، قام عزرا بتحريف أجزاء رئيسية من النص اليهودي. كما تختلف النسخة السامرية لسفر يشوع عن النسخة اليهودية التي تُركّز على شيلوه. بحسب الرواية السامرية، بنى يشوع الهيكل على جبل جرزيم ووضع فيه المشكن في السنة الثانية لدخول بني إسرائيل أرض الكنعانيين.
وفقًا للروايات السامرية، فإن جبل جرزيم، الواقع بالقرب من مدينة شكيم التوراتية (جنوب نابلس الحديثة)، أقدس أماكن بني إسرائيل منذ غزو يشوع للكنعانيين قبل زمن طويل من إنشاء الهيكل في القدس في زمن حكم داود وسليمان لمملكة إسرائيل الموحدة. يُخالف المعتقد اليهودي هذا الرأي حيث يعتبرون جبل الهيكل في القدس أقدس بقاع العالم لعبادة الله. يعتقد السامريون أن وجود 13 إشارة إلى جبل جرزيم في التوراة تثبت دعواهم بقداسته على عكس اليهودية التي اعتمدت فقط على الأنبياء اليهود اللاحقين وكتاباتهم لدعم ادعاءاتهم بقداسة القدس.
تشمل الأسفار السامرية الأخرى تعاليم مرقه، والطقوس السامرية المعروفة باسم "الدفتار"، وقوانين الشريعة السامرية والتعليقات الكتابية. ويمارس السامريون خارج الأراضي المقدسة معظم الممارسات والطقوس السامرية مثل السبت والطهارة وجميع الأعياد السامرية باستثناء ذبيحة الفصح التي لا يمكن ذبحها إلا في جبل جرزيم.

### الهيكل السامري
وفقًا للسامريين، أنه على جبل جرزيم أمر الله إبراهيم أن يقدم ابنه إسحاق قربانًا.التكوين 22: 2 ثم يوقفه الله، موضحًا أن ذلك كان الاختبار النهائي لطاعة إبراهيم، ونتيجة لذلك سينال العالم كله البركة.

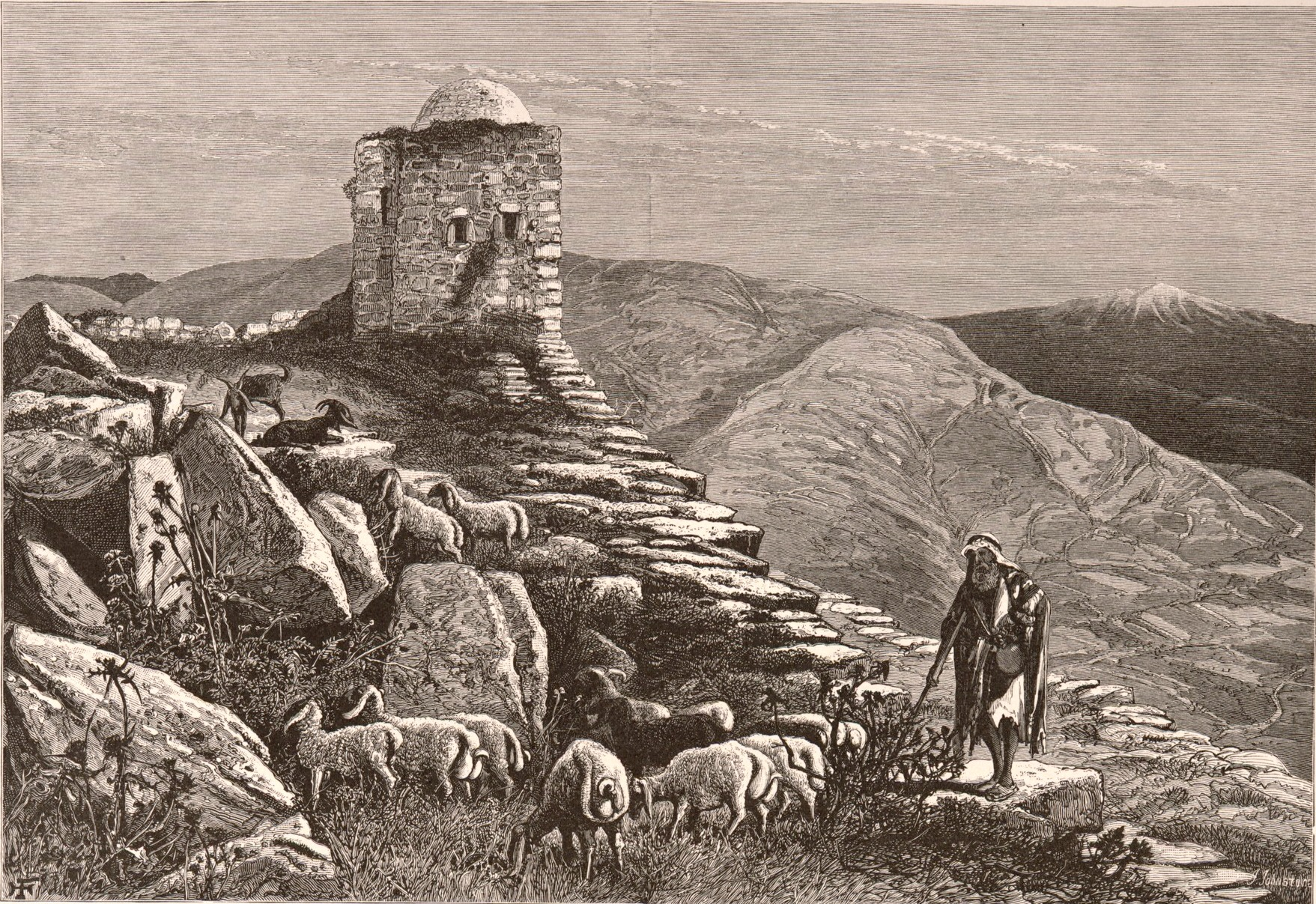
أطلال على جبل جرزيم ق. 1880.

تذكر التوراة المكان الذي اختاره الله ليثبت اسمه فيه،التثنية 12: 5 أوّلت اليهودية هذا النص على أنه إشارة إلى القدس. إلا أن النص السامري تحدث عن المكان الذي اختاره الله ليثبت اسمه فيه، ويعرفه السامريون بأنه جبل جرزيم، مما يجعله محور قيمهم الروحية. شكك علماء يهود من بينهم أندرونيخوس بن مشلام في شرعية الهيكل السامري. في الكتاب المقدس المسيحي، يروي إنجيل يوحنا لقاء المرأة السامرية مع يسوع تقول فيه إن الجبل مركز عبادتهم. وطرحت سؤالًا على يسوع عندما أدركت أنه المسيح. ويؤكد يسوع الموقف اليهودي قائلاً: "أنتم [أي السامريون] تسجدون لما لستم تعلمون"، مع أنه يقول أيضًا: "أنه تأتي ساعة، لا في هذا الجبل، ولا في أورشليم تسجدون للآب".يوحنا 4: 20-22

### المعتقدات الدينية
يعتقد السامريون أن هناك إله واحد، يهوه، (يشير إليه السامريون بشكل غير رسمي باسم "شماء")، وهو نفس الإله الذي يؤمن به الأنبياء العبرانيون. كما يعتقدون أن التوراة أنزلها الله على موسى؛ وأن جبل جرزيم، وليس جبل الهيكل، هو الحرم الحقيقي الوحيد الذي اختاره إله إسرائيل. يعتقد العديد من السامريين أيضًا أنه في آخر الزمان، سيتم إحياء الموتى على يد "التاحب"، (وهو ربما نبي، وقيل هو موسى). والكهنة هم مفسّرو الشريعة وحافظي النصوص؛ يأتي العلماء بعدهم في المرتبة. ويرفض السامريون النصوص التي تلت التوراة مثل التناخ، والكتابات الحاخامية اليهودية القديمة (مثل التلمود بشقيه المشناه والجماراه). كما أن نسختهم من الوصايا العشر تختلف عن النسخة اليهودية (على سبيل المثال، وصيتهم العاشرة تتعلق بقدسية جبل جرزيم).
لا زال السامريون يستخدم الخط العبري القديم، ولهم كاهنهم الأعظم، ويذبحون ويأكلون الحملان عشية عيد الفصح، ويحتفلون ببداية الشهر الأول في فصل الربيع تقريبًا باعتباره رأس السنة الجديدة، وهم بذلك لا يتوافقون مع رأس السنة اليهودية الحاخامية. وتختلف أسفار موسى الخمسة السامرية عن النص الماسوري اليهودي. ومن بين الاختلافات العقائدية بين السامريون واليهود، أن التوراة السامرية تنص صراحة على أن جبل جرزيم هو "المكان الذي اختاره الله" ليثبت اسمه، على عكس التوراة اليهودية التي تشير إلى "المكان الذي اختاره الله". الاختلافات الأخرى طفيفة وتبدو عرضية إلى حد ما.

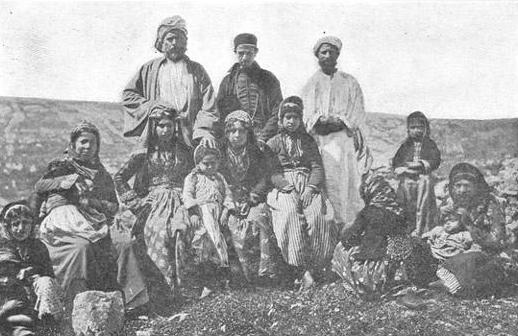
سامريون، صورة ق. 1900م من مقتنيات صندوق استكشاف فلسطين.
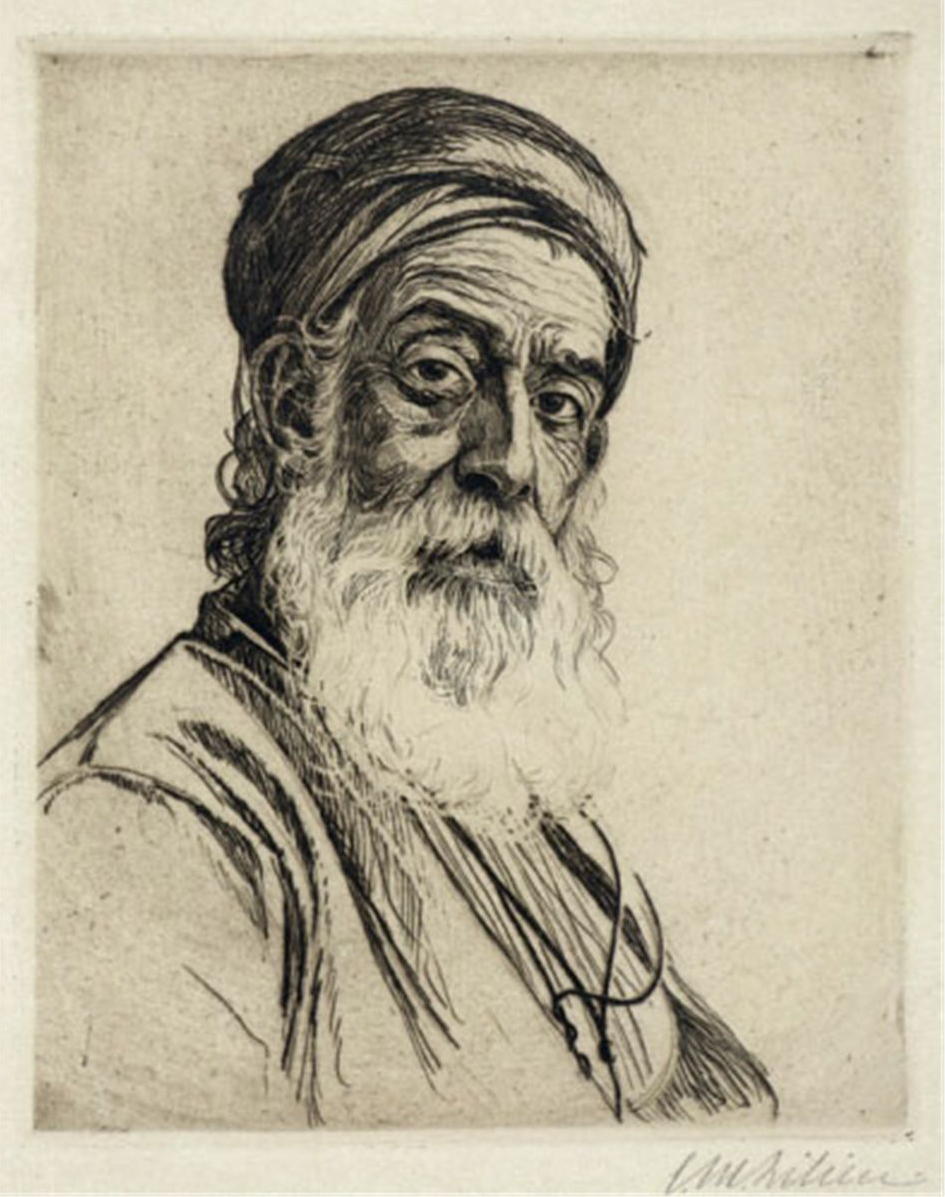
نقش السامري لإفرايم موسى ليليان. 1920م
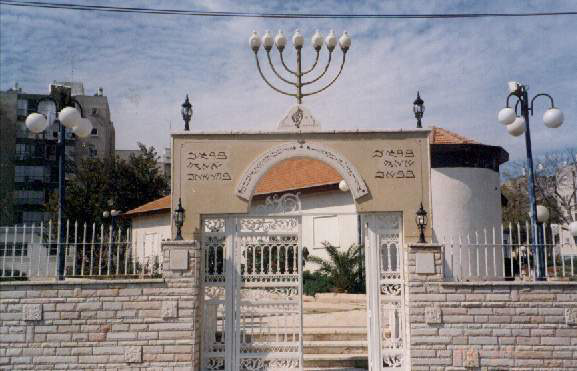
مدخل الكُنيّس السامري الجديد في مدينة حولون، إسرائيل

### العلاقة مع اليهودية الحاخامية

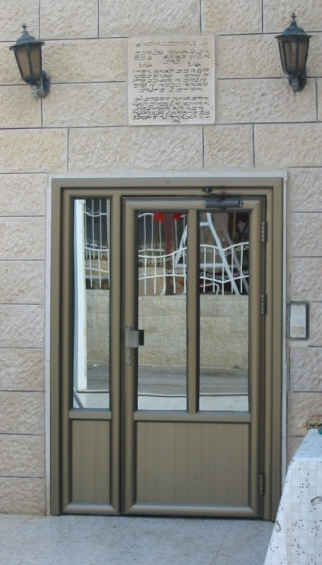
مازوزاه سامرية محفورة فوق باب أمامي.

يسمّي السامريون إلى أنفسهم باسم "بني إسرائيل"، وهو مصطلح تستخدمه جميع الطوائف اليهودية كاسم للشعب اليهودي ككل، ولا يعتبرون أنفسهم يهودًا. أما موقف اليهود الحاخاميين منهم، فبحسب التلمود، يجب معاملة السامريين معاملة اليهود في الأمور التي تتفق فيها ممارساتهم مع اليهودية الحاخامية، وكالأغيار في الأمور التي تختلف ممارساتهم فيها مع اليهود. يزعم البعض أنه منذ القرن التاسع عشر الميلادي، اعتبرت اليهودية الحاخامية السامريين طائفة يهودية، واستُخدم مصطلح "اليهود السامريين" للإشارة إليهم.

### النصوص الدينية
تختلف الشريعة السامرية عن الهالاخاه (الشريعة اليهودية الحاخامية). وتتفق عدد من النصوص الدينية السامرية مع الهالاخاه اليهودية. ومن أمثلة تلك النصوص:
- التوراة
  - أسفار موسى الخمسة السامرية: هناك حوالي 6,000 اختلاف بين أسفار موسى الخمسة السامرية ونص أسفار موسى الخمسة اليهودية الماسورية؛ ووفقًا لأحد التقديرات، هناك 1,900 نقطة اتفاق بينها وبين النسخة اليونانية LXX. يبدو أن هناك العديد من المقاطع في العهد الجديد تعكس أيضًا نصوصًا في التوراة تتوافق مع تلك المحفوظة في النص السامري. هناك العديد من النظريات المتعلقة بأوجه التشابه. تشهد الاختلافات على أقدمية النص السامري، وبعض هذه الاختلافات تدعمه قراءات في الترجمات اللاتينية القديمة والسريانية والإثيوبية.[110][111][112]
- الكتابات التاريخية
  - التوليداه [الإنجليزية] (منذ بدء الخليقة إلى زمن أبيشاه).
  - سفر يشوع السامري (إسرائيل في زمن النعمة الإلهية) (القرن الرابع، باللغتين العربية والآرامية).
  - الوقائع السامرية، أدلر (إسرائيل من وقت الكراهية الإلهية حتى المنفى)
  - كتاب التاريخ لأبي الفتح (التسلسل التاريخي من آدم إلى محمد)
- نصوص سير القديسين
  - الهيلوخ (المذهب "الهالاخاه"، الزواج، الختان، إلخ.)
  - كتاب الطبَّاح (الهالاخاه وتفسير بعض آيات وفصول التوراة، كتبه أبو الحسن في القرن الثاني عشر الميلادي)
  - كتاب الكافي (الهالاخا، كتبه يوسف العسكر في القرن الرابع عشر الميلادي)
  - كتاب الأساطير – نصوص آرامية أسطورية من القرنين الحادي عشر والثاني عشر، تحتوي على:
    - حجاديك مدراش، أبو الحسن الصوري
    - حجاديك مدراش، حكم مرقه — أطروحات دينية من القرن الثالث أو الرابع الميلادي
    - حجاديك مدراش، تعليق فينحاس على الطبّاح
    - حجاديك مدراش، مولد مسيح (حول ولادة موسى)
- الدفتار، كتاب صلاة المزامير والتراتيل.[113]
- الحجاداه السامرية[114]

## السامريون في المصادر المسيحية
ذُكرت السامرة أو السامريون في العهد الجديد في أناجيل متى ولوقا ويوحنا وسفر أعمال الرسل، ولم يرد ذكرهم في إنجيل مرقس. أشهر الإشارات إلى السامريين كانت مثل السامري الصالح الموجود في إنجيل لوقا. هذه الإشارات هي:
- عند إرشاد يسوع لتلاميذه حول كيفية نشر الكلمة، أمرهم ألا يزوروا أي مدينة أممية أو سامرية، بل يذهبوا بدلاً من ذلك إلى "خراف إسرائيل الضالة".متى 10: 5-6
- حين رفضت قرية سامرية طلبًا من رسل يسوع باستضافته، لأنهم لم يرغبوا أن يسهّلوا حجّه إلى القدس، لأنهم يعتبرونه انتهاكًا لشريعة موسى. أراد اثنان من تلاميذه أن يدعوا بأن "ينزل عليهم نارًا من السماء فتهلكهم"، لكن يسوع وبّخهم.لوقا 9: 51-53
- مثل السامري الصالح.لوقا 10: 30-37
- شفى يسوع عشرة مجذومين، فلم يحمد الله منهم، إلا سامري.[115]لوقا 17: 11-19
- طلب يسوع من امرأة سامرية من سوخار ماءًا من بئر يعقوب، وبعد محادثته أخبرها أنه المسيح، فاتّبعه العديد من السامريين من بلدتها.[115]يوحنا 4: 4-42
- اتُهم يسوع بأنه سامري وممسوس من الشياطين.يوحنا 8: 48
- أخبر المسيح التلاميذ أنهم سينالون القوة عندما يحل الروح القدس عليهم، وأنهم سيكونون له شهودًا في "أورشليم وفي كل اليهودية والسامرة وإلى أقصى الأرض".[31]أعمال الرسل 1: 8
- تعرض التلاميذ للاضطهاد، حين بشر فيلبس بالإنجيل في مدينة بالسامرة، ومن بعد بشر بطرس ويوحنا "في العديد من قرى السامريين".[31]أعمال الرسل 8: 1-25
- جاء في سفر أعمال الرسل: «وأما الكنائس في جميع اليهودية والجليل والسامرة فكان لها سلام»أعمال الرسل 9: 31
- وجاء فيه أيضًا: «فلما حصل لبولس وبرنابا منازعة ومباحثة ليست بقليلة معهم، رتبوا أن يصعد بولس وبرنابا وأناس آخرون منهم إلى الرسل والمشايخ إلى أورشليم من أجل هذه المسألة. فهؤلاء بعد ما شيعتهم الكنيسة اجتازوا في فينيقية والسامرة يخبرونهم برجوع الأمم، وكانوا يسببون سرورا عظيما لجميع الإخوة.»أعمال الرسل 15: 2-3

## اللغة السامرية

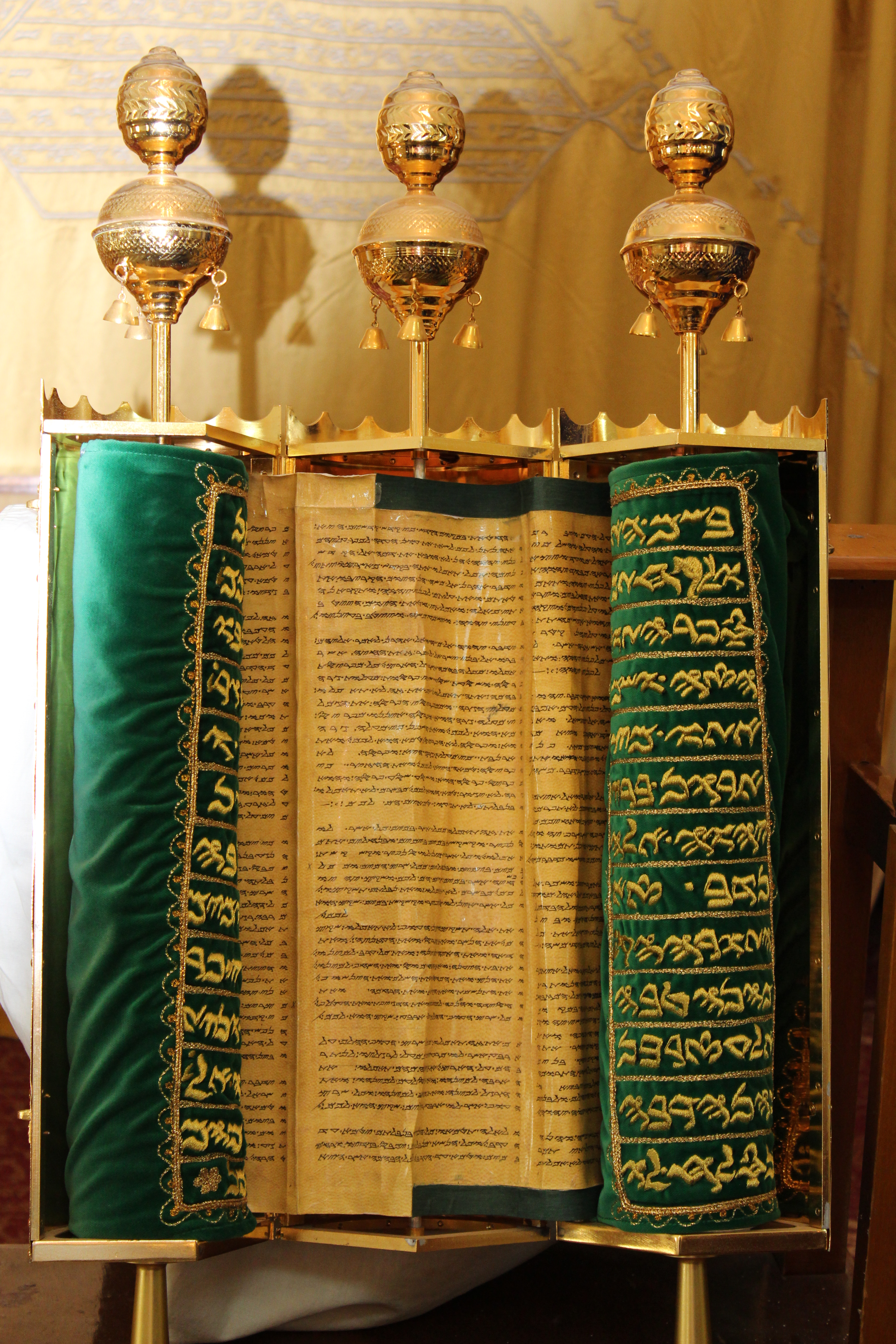
لفائف التوراة السامرية، كنيس جبل جرزيم السامري، جبل جرزيم.

استخدم السامريون خلال التاريخ عدة لغات وهي الآرامية والعبرانية والعربية، توجد العبرانية السامرية والآرامية السامرية.
تحتوي العديد من النصوص السامرية ومنها التوراة السامرية على ثلاثة أعمدة مكتوبة بالعبرانية والآرامية والعربية. وقد تشمل اللغة السامرية مفردات خاصة بها غير موجودة في اللغات التي أُشتقت منها.
الآرامية السامرية هي إحدى لهجات اللغة الآرامية الغربية ويمتد تاريخ استخدامها من الفترة الرومانية الأولى لغاية فترة ما بين القرن العاشر والحادي عشر الميلادي. العبرية السامرية هي لغة العبادة عندهم وتتكون من اثنين وعشرين حرفًا، تُقرأ من اليمين إلى اليسار. ولفظ الكلمات في العبرية السامرية مفتوحة بينما لفظها في العبرية مكسورة. هناك العديد من العلماء اللغوين للغة العبرية السامرية عبر التاريخ نذكر منهم: ابن درتا في القرن العاشر وأبو إسحق إبراهيم بن فرج ماروث مؤلّف كتاب التوطئة، والذي يُعتبر الأَساس لنحوُ اللغة العبرية السامرية. أما اللغة العربية، فبدأ السامريون باستخدامها لغةً محكية وثم لغة مكتوبة منذ القرن الحادي عشر، وترجم أبو الحسن الصوري، وهو نفسه أبو إسحق إبراهيم بن فرج ماروث، التوراة السامریة إلى العربیة وهو أيضاً مؤلّف كتاب الطَبّاخ.

## العادات والتقاليد

### الختان
يعد الختان عند السامريين إلزاميا في اليوم الثامن للمولود الجديد من الذكور ولا يجوز التأخر بعد ذلك إلّا لأسباب الحضانة. وفي هذه الحالة يتم الختان في اليوم الثامن من خروج الطفل من الحاضنة، وفقًا لعهد إبراهيم، وفي حال مخالفة الموعد المحدد يُقْتَل الطفل حسب الشريعة السامرية.

### الطهارة والنجاسة
تحث التوراة في عدّة مواضع على الطهارة، فهي ركن أساسي في عقيدة السامريين. فلا يجوز خروج الرجل من البيت إلا إذا كان طاهر البدن إضافة إلى أنه يجب عليه الاغتسال بعد عملية الجماع وبعد الاستحلام أثناء النوم وبعد لمس جثمان ميت أو لمس الحيوانات المحرّم أكلها. كما يجب تبديل الثياب والوضوء عند كل صلاة لكلا الجنسين والوضوء دائماً عند الدخول إلى المقدسات.

### الزواج
غالباً ما تردد أثناء عقد القران عند الطائفة السامرية التي تسكن على قمة جبل جرزيم المقدّس في نابلس «شارة كسوتا واناته لا يجرع» هذه آية باللغة العبرية القديمة من التوراة السامرية ويفسر كاهن سامري هذه الآية: يجب على العريس أن يكسو العروس وأن لا يبتعد عن معاشرتها. يُعْقَد القران بموافقة الأبوين وبسؤال الفتاة وبوجود شاهدين متزوجين من أبناء الطائفة.
أركان الزواج هي الإيجاب والقبول، وشروط الزواج هي العقل والبلوغ والحرية. للزواج أحكام عند السامريين لا يجوز تخطّيها. لا يجوز للسامري الزواج من غير السامرية مطلقاً إلا إذا اعتنقت الديانة السامرية. ولا يحق للسامري أن يتزوج بأكثر من امرأة إلا إذا كانت امرأته عاقرًا. ولا يحق له تطليق زوجته إلا إذا أثبت أنها لا تستطيع الإنجاب أو لا تطيعه أو عرف أن بها مرضاً معدياً. وللمرأة السامرية أيضاً حق أن تطلّق زوجها إذا امتنع عن القيام بواجباته من حيث الكسوة والفراش وحفظ القرابة. ويحق للمطلقة السامرية الرجوع إلى زوجها في حال أنها لم تتزوج ولكن بعقد زواج جديد وشهود وفي احتفال يشهده أغلب السامريين إن أمكن. ولا يمانعون بحضور غيرهم مناسباتهم. يتم الزفاف بعد قراءة الكتاب على مسامع الأهل والزوجين وتذكيرهم بشروط الزواج الشرعية ويسلّم بعد قراءته إلى والد الزوجة ليكون مستنداً على الزوج.
يتشابه السامريون مع اليهود في موضوع الزواج وشروطه بإستثناء جواز زواج اليهودي من زوجة أخيه بعد وفاته ومن أخت زوجته بعد وفاتها. كما تحظر الديانة السامرية زواج الأخ أو الأخت من ابنة أخيه/أختها أو ابنة اخته، ويتفق السامريون مع المسلمين في أمور الزاوج، ولكن يختلفون بعدم جواز الزواج من زوجة العم بعد وفاته أو زوجة الأخ بعد وفاته أو أخت الزوجة بعد وفاتها أو بنت الزنا أو الربيبة أو من ثبت عليهم تهمة الزنا.

### الميراث
شرحت التوراة شروط الميراث شرحاً وافياً، فهو يوزّع بين الورثة بالتساوي، ولكن تكون حصة الولد البكر الضعف، وتكون حصة الأنثى السامرية من الأموال المنقولة مساوية لحصة الرجل. تحظر الشريعة السامرية أن ترث البنت من الأموال غير المنقولة، حتى إذا توفي شخص ولم يترك إلا إناث، فيجب عليهن أن يتزوجن من أبناء عمومتهن، لكي لا تنشأ مشاكل معقّدة بين الناس، وخاصة الأنساب نتيجة الإرث.

### الطعام
من عادات السامريين أنهم لا يأكلون أي طعام مذبوح إلا داخل بيوتهم. كما أنه لا يجوز أن يأكلوا ما هو مذبوح إلا على الطريقة السامرية الشرعية، ولا يجمعون روحين على مائدة واحدة في طعامهم مثل اللبن واللحم أو في وعاء واحد ولا يأكلونهما معاً. كما يحرّم عند السامريين ذبح الحبالى من الإناث، ويأكلون من الطيور ما له حوصلة وغير مشبّك الأصابع، ومن حيوانات البحر ما له زعانف وأجنحة وقشور، ومن حيوانات البر ما كان مجتراً ومشقوق الظلف. أما شروط الذبح في الديانة السامرية، فتشترط أن يقوم به عالم سامري متمكّن من أصول دينه، ويستطيع التفرقة بين ما هو مُحلّل وما هو مُحرّم أكله، وأن يستخدم سكينة حادة طويلة، وأن يذبح الحيوان بجرة واحدة في موضع محدد للسكين على رقبة الحيوان، وأن يكون طاهر البدن والملابس، وأن يتجه إلى جبل جرزيم عند الذبح، وأن يقرأ ويسمّي على الذبيحة، وأن يعفر التراب على الدم بعد الذبح.

### اللباس
من عادات السامريين في أيام السبت أن يلبسون الجبات والطرابيش ذات اللون الأحمر صغاراً وكباراً. أما في باقي الأيام فهم يلبسون كغيرهم من أبناء المجتمع الفلسطيني باستثناء الكهنة اللذين يلبسون الجبة والعمامة الحمراء على الرأس.

### الموسيقى السامرية
الموسيقى السامرية فولكلور بحدّ ذاته هي أنغام تُرَتَّل بدون أدوات موسيقية مساعدة وهذا التقليد متوارث من جيل إلى جيل عبر 135 سلالة. لها قافية مميّزة تُرَدَّد على وتيرة قياسيّة مجرّدة وعذبة، تعلّم لأفراد الطّائفة السامريّة منذ نعومة أظفارهم على أيدي معلّمين يتقنون الموسيقى السامريّة جيّداً، يُحَافَظ على الأنغام السامريّة التي تضمّ حوالي ألف نغمة مختلفة، يردّدها السامريّ بإيقاعات تختلف باختلاف الأوقات والمناسبات، انتقلت من جيل إلى جيل عبر عشرات السّلالات وهي فلكلور بحدّ ذاته يروي حكاية السامرييّن بأحلى صوره عبر التّاريخ.

### الأعياد
للسامريين أعياد موسمية دينية، وهي عيد الفصح الذي يصادف الرابع عشر من الشهر الأول للسنة العبرية حسب التقويم العبري السامري، وفيه يصعد السامريين على قمة جبل جرزيم، ويبدأوا بالتهليل والتكبير والقيام ببعض الطقوس، ثم ينحروا ذبائحهم بأنفسهم، ويطعمون منها السامريين فقط. وعيد الفطير الذي يصادف الخامس عشر من الشهر الأول للسنة العبرية، ذكرى خروج بني إسرائيل من مصر، ويستمر لسبعة أيام، يأكلون فيه فطير غير مختمر، وهو أول مواسم الحج السنوي إلى جبل جرزيم عند السامريين. وعيد الحصاد وهو ذكرى نزول التوراة والوصايا العشر على موسى، ويأتي بعد عيد الفصح بخمسين يومًا، حيث يصعد السامريون على قمّة جبل جرزيم للحج وتلاوة التوراة كاملة، وهذا الحج يعد الحج السنوي الثاني عند السامريين. وعيد المظال ويعرف بعيد العرش، يصادف اليوم الخامس عشر من الشهر السابع العبري مدته سبعة أيام، حيث يصعد السامريون إلى قمة جبل جرزيم، من أجل الصلاة والعبادة، وهو الحج السنوي الثالث عند السامريين. بالإضافة إلى أعياد رأس السنة العبرية الذي يوافق الأول من الشهر السابع العبري، وعيد الغفران ويوافق العاشر من الشهر السابع العبري، الذي يمتنع فيه السامريون عن تناول الطعام والشراب، ويعكفون على الصلاة في الكنيس لمدة يوم وليلة متواصلة دون انقطاع ويرتدون فيه ملابس ناصعة البياض.

## الملاحظات
1. ↑  السامريون في الضفة الغربية يحملون الجنسية الفلسطينية (Sabella 2011, p. 75,n.4).
2. ↑  يقول فريدمان في كتابه الصادر سنة 2007م: "يوجد اليوم على وجه التحديد 705 سامريًا، وفقًا لإحصاء الطائفة. يعيش نصفهم بالقرب من مدينة نابلس بالضفة الغربية على جبل جرزيم [...]. ويعيش النصف الآخر في مجمع في مدينة حولون الإسرائيلية، بالقرب من تل أبيب."(Friedman 2007)
3. ↑  "لا يمكن قبولهم (أي كمتحولين؟) إلا إذا تخلوا عن جبل جرزيم، واعترفوا بالقدس وقيامة الأموات". (Stern 2018, p. 105)
4. ↑  "بما أنهم يعلقون أهمية كبيرة على هويتهم كإسرائيليين حقيقيين، فقد أضافوا ملاحظة مفادها أن هويتهم الذاتية ليست "سامريين"، بل "إسرائيليون مركز حياتهم هو جبل جرزيم". وبشكل عام، يطلقون على أنفسهم اسم "سامريون إسرائيليون" "."(Pummer 2016, p. 2)
5. ↑  ساماريس Σαμαρεῖς (49 مرة)؛ سامارتاي Σαμαρ(ε)ιται (18 مرة)؛ شكيمتاي Σικιμῖται (17 مرة); عبرايوي Ἑβραῖοι وخوتايوي Χουθαοι (8 مرات). كانت الصيغة Σαμαρεῖται هي الشائعة في الفترة الفارسية، لكن الكتبة الذين نسخوا أعمال يوسيفوس استخدموا هذه الصيغ بالتبادل(Kartveit 2009, pp. 71–79, 71–73).
6. ↑  "عندما قام شلمنصر الخامس بترحيل بني إسرائيل، استوطن مكانهم أمة الشوثيين (τὸ τϖν Χουθαίων ἔθνος)، الذين كانوا في السابق في المناطق الداخلية من بلاد فارس وميديا. ولكن بعد ذلك، أُطلق عليهم اسم السامريين (Σαμαρεῖς) حصلوا على هذا الاسم من البلد الذي استقروا فيه. يوسفيوس، عاديات اليهود 10:184.(Kartveit 2009, p. 74)
7. ↑  "أحضر الشوثيون إلى السامرة آلهتهم وعبدوها، مما أثار غضب الله العلي وسخطه... فأرسلوا إلى ملك الأشوريين بعض الشيوخ وطلبوا منه أن يرسل كهنة.. وبعد أن تعلموا شرائع هذا الإله وعبادته، عبدوه بغيرة عظيمة... وما زالوا يمارسون نفس هذه العادات حتى يومنا هذا، أولئك الذين يُدعون شوثايوي في اللغة العبرية، والساماريتاي (Σαμαρείται) في اليونانية؛ أولئك الذين يطلقون على أنفسهم أنهم أقاربهم كلما رأوا أن الأمور تسير على ما يرام بالنسبة لليهود، كما لو كانوا من نسل يوسف ولهم روابط عائلية معهم بحكم هذا الأصل؛ ولكن عندما يرون تسير الأمور بشكل سيء بالنسبة لهم (أي بالنسبة لليهود)، ويقولون إنهم ليسوا أقاربهم على الإطلاق، ولا يحق لهم المطالبة بولائهم إليهم أو إلى عرقهم، وبدلاً من ذلك يدّعون أنهم مهاجرين من أمة أخرى." يوسفيوس، عاديات اليهود 9.288-291 (Kartveit 2009, p. 74).
8. ↑  يعيد شلومو هوفمان صياغة وجهة نظرهم التقليدية على النحو التالي: "حتى ذلك الوقت، كان تابوت العهد محفوظًا في مذبح يهوه على جبل جرزيم. ووفقًا لهذه الرواية، مُنع الكاهن عالي من الصعود إلى منصب الكهنوت الأعظم لأنه كان من عشيرة إيثامار، وليس من عشيرة العازار الكهنوتية الكبرى، ومع ذلك أخذ تابوت العهد من جبل جرزيم إلى شيلوه وأقام هناك طائفة منافسة، ونتيجة لذلك نشأ مركزان للكهنوت. أحد المراكز كان على جبل جرزيم، وعلى رأسه رئيس الكهنة الشرعي عُزي (من نسل فنحاص ومن عائلة العازار)، أما الكهنوت الثاني (الهرطقي) فكان في شيلوه، والكاهن عالي من نسل إيثامار كان على رأسه."(Hofman 2007, p. 719)
9. ↑  يوسفيوس، الحرب اليهودية 1:62؛ عاديات اليهود 13:154-256 (Pummer 2009, pp. 200–210).
10. ↑  "حدثت الاضطرابات الاستيطانية وتدمير المملكة الشمالية في أواخر القرن الثامن قبل الميلاد، وتلاها إعادة توطين الآشوريين للشعوب التي جُلبت من الأراضي المجاورة. ويفترض أن هذه الشعوب انضمت إلى البقية التي بقيت في السامرة. ولم تترك هذه الأحداث التاريخية المصيرية أي أثر تقريبًا في الثقافة المادية للسامرة... كانت كوثا واحدة من عدة مدن جُلب منها شعوب مختلفة إلى السامرة (سفر الملوك الثاني 17: 24). وعلى الرغم من ذلك، نعت الحكماء السامريين بلقب "الكوثيين"."(Magen 2007, p. 177 and n.3)
11. ↑  "وقامت حرب أهلية رهيبة بين عالي بن يفني من نسل إيثامار وبني فينحاس، لأن عالي بن يفني عزم على اغتصاب الكهنوت الأعظم من نسل فنحاص. وكان يذبح على مذبح من حجارة وكان عمره 50 سنة وله مال وهو مسؤول بيت مال بني إسرائيل ... قدم على المذبح ذبيحة ولكن بدون ملح كأنه غافلًا، وعندما علم رئيس الكهنة العظيم عُزّي بهذا، ووجد أن الذبيحة غير مقبولة، تبرأ منه تمامًا، وقيل (حتى) إنه وبخه، وعندها قام هو والجماعة المتعاطفة معه بالتمرد. فخرج للوقت هو وأتباعه ومواشيه إلى شيلوه، فانقسم إسرائيل إلى فرق، فأرسل إلى رؤسائهم يقول لهم: من أراد أن يرى عجائب فليأت إلي. ثم جمع حوله جماعة كبيرة في شيلوه، وبنى لنفسه هيكلا هناك، بنى مكانا مثل الهيكل (على جبل جرزيم)، وبنى مذبحا لم يغفل تفصيلا، كله مطابق للهيكل، قطعة قطعة. في هذا الوقت انقسم بنو إسرائيل إلى ثلاث فصائل: فصيل مخلص في جبل جرزيم، وفصيل مهرطق يتبع آلهة باطلة، وفصيل يتبع عالي بن يفني في شيلوه."(Anderson & Giles 2001, pp. 11–12)
12. ↑  "يُخفي مؤلف أخبار الأيام المعلومات التي برزت في سفر الملوك، والعكس صحيح. [...] اعتمدت أسفار عزرا ونحميا منهجاً طائفياً ضيقاً يسعى إلى الحفاظ على التفرد والنقاء العنصري للمسبيين في بابل، في حين كان سفر أخبار الأيام أكثر اتساعًا وينظر إلى الأمة الإسرائيلية كشعب عظيم يشمل كل الأسباط، يهوذا وإسرائيل."(Magen 2007, p. 187)
13. ↑  "العوام لديهم أيضًا ادعاءاتهم التقليدية. بأنهم جميعًا من سبط يوسف، باستثناء جزء من سبط بنيامين، ولكن يبدو أن هذا الجزء الأخير الذي أكد سفر أخبار الأيام أنه استوطن غزة قديمًا، قد اندثر. هناك شعور أرستقراطي بين العائلات المختلفة في هذا المجتمع، وبعضهم فخور جدًا بنسبهم والرجال العظماء الذين أنجبوهم".(Montgomery 2006, p. 32)
14. ↑  
"إذا نظرنا إلى الإطار العام، فإن يوسفيوس كان يصف السامريين كمجموعة تشكل نظيرًا سلبيًا لليهود المخلصين، ومثالًا للأشخاص الذين يحاولون استغلال القوى الحاكمة والذين يعاقبون بعدل على ذلك"؛(Kartveit 2009, p. 72) "لقرون عديدة، وبشكل أكثر تحديدًا منذ أيام يوسفيوس فلافيوس، قُبلت الرواية الواردة في سفر الملوك الثاني 17: 24-41 كوصف دقيق لأصل السامريين. وكان يُنظر إليهم على أنهم من نسل المستعمرين الوثنيين المتحولين من كوثا في بلاد فارس، ولذلك أطلق عليهم اسم "الكوثيين". ومع ذلك، فقد أظهرت الأبحاث الحديثة أن هذه الرواية كان نتيجة التحيز ضد السامريين، ولا يمكن قبولها تاريخيًا.(Pummer 1997, p. 118)
15. ↑  حدد يوسفيوس تاريخ التدمير في سنة 128 ق.م. ولكن أثبت الأثريون الإسرائيليون أن مستويات الدمار لا تتوافق إلا مع تاريخ لاحق، حوالي سنة 110 ق.م.(Kartveit 2009, p. 193).
16. ↑  عارضت ليديا ماتاسا فكرة أن المعبد كان كنيسًا يهوديًا[58] وخالفتها مونيكا ترامبر الرأي حول ذلك.[59]
17. ↑  وجد الرحالة بنيامين التطيلي الذي مرّ من المنطقة سنة 1170م أن عدد السامريين وقتها كان أكثر من اليهود (1,200)، وقدّر عددهم في نابلس بألف سامري، و200 في قيصرية، و300 في عسقلان، ولم أهمل ذكر أولئك الذين كانوا في عكا وغزة. كما أحصى 400 منهم في دمشق (Kedar 1989, p. 84).
18. ↑  "يزعم علماء سامريون ومسلمون، بالإضافة إلى عدد من آباء الكنيسة، بأن عزرا قام بتزوير الكتاب المقدس عندما أعاد كتابته وأن التوراة التي لدينا الآن لا يمكن أن تكون هي نفسها التي أملاها موسى."(Fried 2014, p. 141)
19. ↑  "تفترض سجلات توليدة السامرية فترة 260 عامًا لـ "زمن النعمة الإلهية"... قبل بضع سنوات، اقترح أبرام شبيرو أنه إذا حسبنا 360 عامًا إلى الوراء من وقت تدمير الهيكل السامري على يد يوحنا هيركانوس، نصل إلى عام 388 ق.م. كتاريخ محتمل تمامًا لبناء الهيكل السامري على جبل جرزيم، وهكذا اعتبر شبيرو أن 260 عامًا من النعمة الإلهية هي الوقت الذي امتلك فيه السامريون هيكلًا، وقال إنه يظن أنهم نسبوا هذا الهيكل إلى زمن موسى لأنه لم يكن لديهم تأريخ قديم."(Bowman 2004, p. 35)

### بِاللُّغة العربيَّة
1. ↑  "عدد أبناء الطائفة السامرية | مركز المعلومات الوطني الفلسطيني - Wafa". مركز المعلومات الوطني الفلسطيني - Wafa. مؤرشف من الأصل في 2020-12-31. اطلع عليه بتاريخ 2022-09-21.
2. 1 2 3 4 5 6 7  إياد هشام محمود الصاحب (2000). السامريون: الأصل والتاريخ، والعقيدة والشريعة وأثر البيئة الإسلامية فيهم (ط. الأولى). الأردن: مكتبة دنديس. ص. 21–81. OCLC:1136030653. مؤرشف من الأصل في 2021-03-12.
3. 1 2 3 4  نهاد حسن حجي (2013). "طائفة اليهود السامريين". مجلة لارك للفلسفة واللسانيات والعلوم الاجتماعية. كلية الآداب، جامعة واسط، العراق ع. 12. ISSN:1999-5601. مؤرشف من الأصل في 2021-03-08. اطلع عليه بتاريخ 2021-03-12.{{استشهاد بدورية محكمة}}:  صيانة الاستشهاد: BOT: original URL status unknown (link)
4. ↑  
الانتداب البريطاني
تحسن وضع الطائفة السامرية بشكل ملحوظ خلال فترة الانتداب البريطاني على فلسطين. في ذلك الوقت، بدأوا العمل في القطاع العام، مثل العديد من المجموعات الأخرى. ومع تحسن الرعاية الطبية وزواج الرجال السامريين من نساء يهوديات، تحسن الوضع الديموغرافي للمجتمع طوال فترة الانتداب. سجل تعدادات سنوات 1922م<ref>Palestine Census ( 1922).
5. ↑  سفر التثنية 11-12 سفر التثنية 27:4 (النسخة السامرية) "تقيمون هذه الحجارة التي أنا أوصيكم بها اليوم في جبل جرزيم"
6. ↑  حسيب شحادة (27 مارس 2017). "من مشاكل السامريين". الحوار المتمدن. ع. 5473. مؤرشف من الأصل في 2017-07-25. اطلع عليه بتاريخ 2021-02-25.
7. 1 2 3 4 5 6 7 8 9 10 11  "العادات والتقاليد والمعتقدات السامرية". وكالة الأنباء و المعلومات الفلسطينية. مؤرشف من الأصل في 2021-02-25.
8. ↑  
"كاهن الطائفة السامرية في حواره مع «البوابة نيوز»: نمتلك أقدم نسخة خطية للتوراة في العالم.. لنا 7 آلاف خلاف مع كتاب اليهود.. الإسلام أقرب الديانات إلينا.. لا يجوز للرجل الخروج من البيت إلا على طهارة". البوابة. 29 أغسطس 2020. مؤرشف من الأصل في 2020-10-29.
9. ↑  "الزواج السامري: طقوس مختلفة تبدأ بالسبت المقدّس وتنتهي بيوم الزفاف". وكالة لأنباء و المعلومات الفلسطينية. 10/03/2016. مؤرشف من الأصل في 27 فبراير 2021. {{استشهاد ويب}}: تحقق من التاريخ في: |تاريخ= (مساعدة)
10. ↑  قل أسرار، عادل عبد الغفور بن حيدر (2019). "الفرق اليهودية المعاصرة: دراسة وصفية" (PDF). المجلَّة العلمية لكلية أصول الدين والدعوة بالزقازيق. الزقازيق. DOI:10.21608/fraz.2019.27699. مؤرشف من الأصل (PDF) في 27 فبراير 2021. {{استشهاد بدورية محكمة}}: تحقق من التاريخ في: |تاريخ= (مساعدة)
11. ↑  "السامريون والديانات الأخرى". وكالة الأنباء والمعلومات الفلسطينية. مؤرشف من الأصل في 14 فبراير 2021. اطلع عليه بتاريخ 10 فبراير 2021. {{استشهاد ويب}}: تحقق من التاريخ في: |تاريخ الوصول= (مساعدة)

### بِلُغاتٍ أوروپيَّة
1. 1 2 3  SamUp 2022.
2. 1 2  Shen et al. 2004، صفحات 825–826, 828–829, 826–857.
3. ↑  Deuteronomy 16:6 (Samaritan Version) "Has Chosen"
4. ↑  UNESCO 2017.
5. ↑  Levy-Rubin 2000، صفحات 257–276.
6. ↑  Crown, Pummer & Tal 1993، صفحات 70–71.
7. 1 2 3 4  Rosenblatt 2002.
8. 1 2  Sela 1994، صفحات 255–266.
9. ↑  Tsedaka 2015.
10. ↑  ISII: Keepers.
11. ↑  "A. B. – The Samaritan News" – No. 1378-1379 of the year 2023 in her 54th year 1.2.2023 – 84 pages.
12. ↑  "Samaritan". Britannica. مؤرشف من الأصل في 2024-02-16. اطلع عليه بتاريخ 2023-09-14.
13. ↑  Kartveit 2019، صفحات 9–10.
14. ↑  Manzur 1979.
15. ↑  Bowman، John. "BANŪ ISRĀ'ĪL IN THE QUR'ĀN". JSTOR.org. Islamic Research Institute. مؤرشف من الأصل في 2023-10-16. اطلع عليه بتاريخ 2023-09-14. This tiny community called by the Jews and the Christians, the Samaritans, call themselves Israel or Shomerim, the Keepers (of the Torah, i.e., Tawr?t).
16. ↑  "The Samaritan Identity". The Israelite Samaritan Community in Israel. مؤرشف من الأصل في 2023-10-23. اطلع عليه بتاريخ 2023-09-15. Our real name is, 'Bene- Yisrael Ha -Shamerem (D'nU- -D'7nU) - in Hebrew , which means 'The Keepers', or to be precise, the Israelite - Keepers, as we observe the ancient Israelite tradition, since the time of our prophet Moses and the people of Israel. The modern terms, 'Samaritans' and 'Jews', given by the Assyrians, indicate the settlement of the Samaritans in the area of Samaria, and the Jews in the area of Judah.
17. ↑  "The Keepers: Israelite Samaritan Identity". Israelite Samaritan Information Institute. مؤرشف من الأصل في 2024-02-16. اطلع عليه بتاريخ 2023-09-15. We are not Samaritans; this is what the Assyrians called the people of Samaria. We, The Keepers, Sons of Israel, Keepers of the Word of the Torah, never adopted the name Samaritans. Our forefathers only used the name when speaking to outsiders about our community. Through the ages we have referred to ourselves as The Keepers.
18. ↑  Pummer 2002، صفحات 123,42,156.
19. ↑  Crown 1989، صفحة 196.
20. ↑  Epiphanius 2009، صفحة 30.
21. ↑  "Israelite Samaritans information Institute". مؤرشف من الأصل في 2024-02-16. اطلع عليه بتاريخ 2023-09-15.
22. ↑  "The Samaritans - Israelite Samaritans in Israel". Israelite Samaritan Community. مؤرشف من الأصل في 2023-10-23. اطلع عليه بتاريخ 2023-09-15.
23. ↑  Zsengellér 2017، صفحة 157.
24. ↑  Crown 1991، صفحة 17.
25. 1 2  Bourgel 2019، صفحة 1.
26. ↑  Fried 2014، صفحة 148.
27. ↑  Gurevich 2010، صفحة 156.
28. 1 2  Talmon 2002، صفحات 25–27.
29. ↑  Oefner et al. 2013.
30. ↑  Appelbaum & Appelbaum 2008.
31. 1 2 3  Kartveit 2019، صفحة 2.
32. ↑  Kartveit 2019، صفحة 3.
33. ↑  Kartveit 2019، صفحات 2–3.
34. ↑  Kartveit 2009، صفحة 38.
35. ↑  Josephus, Antiquities 9.277–91
36. ↑  Magen 2007، صفحة 186.
37. ↑  Magen 2007، صفحة 187.
38. ↑  Zertal 1989، صفحات 77–84.
39. ↑  Kartveit 2009، صفحات 78,82.
40. ↑  Kartveit 2009، صفحة 74.
41. ↑  Kartveit 2009، صفحات 168–171.
42. ↑  "التاريخ السامري". مركز المعلومات الوطني الفلسطيني - وفا. مؤرشف من الأصل في 2024-04-19. اطلع عليه بتاريخ 2021-03-09.
43. ↑  Coogan 2009، صفحة 353.
44. 1 2 3 4 5  Tobolowsky 2022، صفحات 69–70; 73–75.
45. 1 2 3 4  Knoppers 2013، 42–44, chapter The Fall of the Northern Kingdom and the Ten Lost Tribes: A Reevaluation
46. ↑  Zertal، Adam (1990). "The Pahwah of Samaria (Northern Israel) during the Persian Period: Types of Settlement, Economy, History and New Discoveries". Trans ع. 3: 82–83.
47. ↑  Grabbe، Lester L. (2009). Ancient Israel: What Do We Know and How Do We Know It?. New York: T&T Clark. ص. 125. ISBN:978-0-567-03254-6.
48. ↑  Knoppers 2013، صفحة 104.
49. ↑  Knoppers 2013، صفحة 162.
50. ↑  Knoppers 2013، صفحات 109–112.
51. ↑  Magen 2007، صفحات 178–179.
52. ↑  Knoppers 2013، صفحة 169.
53. ↑  Knoppers 2013، صفحة 123.
54. ↑  Knoppers 2013، صفحات 125–133.
55. ↑  Bourgel 2016، صفحات 505–523.
56. ↑  Knoppers 2013، صفحات 173–174.
57. ↑  White 1987، صفحات 133–160.
58. ↑  Matassa 2007، صفحات 133–160.
59. ↑  Trümper 2020، صفحات 87,105,107,108–118.
60. ↑  Cowley 1894، صفحات 121–122.
61. ↑  Pummer 2002، صفحة 367.
62. ↑  Procopius, Buildings, 5.7.
63. ↑  Crown 1989، صفحات 72–73.
64. ↑  Nau, "Re´sume´", ROC 9 (1914), 114–15.
65. ↑  Vita Jacobi, text and trans. in Pummer, 326–31
66. ↑  Sivan 2008، صفحة 172.
67. ↑  Procopius, Anecdota. 11.26
68. ↑  Siebeck، Mohr. Companion to Samaritan Studies. ص. 70–71.
69. ↑  Wilkinson، John (1977). Jerusalem Pilgrims before the Crusades. Ariel Publishing House. ص. 81. ISBN:0-85668-078-8.
70. ↑  Mor، Menachem (2003). "מרידות השומרונים" [The Samaritan Revolts]. משומרון לשכם: העדה השומרונית בעת העתיקה [From Samaria to Shechem: The Samaritan Community in Antiquity] (بالعبرية). Jerusalem, Israel: מרכז זלמן שזר לתולדות ישראל. ص. 223–224. ISBN:965-227-182-9.
71. 1 2 3  שור، נתן (2006). "רדיפות השומרונים בידי העבאסים והיעלמות היישוב השומרוני החקלאי". في שטרן، אפרים؛ אשל، חנן (المحررون). ספר השומרונים [Book of the Samaritans] (بالعبرية) (ط. 2). ירושלים: יד יצחק בן-צבי; רשות העתיקות. ص. 587–590. ISBN:965-217-202-2.
72. 1 2  Ehrlich 2022، صفحة 33.
73. ↑  Pummer 1987، صفحة 4.
74. 1 2 3 4  לוי-רובין، מילכה (2006). שטרן، אפרים؛ אשל، חנן (المحررون). ספר השומרונים [Book of the Samaritans; The Continuation of the Samaritan Chronicle of Abu l-Fath] (بالعبرية) (ط. 2). ירושלים: יד יצחק בן צבי, רשות העתיקות, המנהל האזרחי ליהודה ושומרון: קצין מטה לארכיאולוגיה. ص. 562–586. ISBN:965-217-202-2.
75. ↑  Pummer 1987، صفحة 17.
76. ↑  Kedar 1989، صفحة 85.
77. 1 2  Kedar 1989، صفحة 83.
78. ↑  Kedar 1989، صفحات 86–87.
79. ↑  Kedar 1989، صفحة 91.
80. 1 2 3 4  רוזן، מינה (1998). "13. שומרונים וקראים" [13. Samaritans and Karaites]. في כהן، אמנון (المحرر). ההיסטוריה של ארץ ישראל: שלטון הממלוכים והעות'מאנים (1260-1804) [The History of Eretz Israel under the Mamluk and Ottoman rule (1260-1804)] (بالعبرية). בית הוצאה כתר, ירושלים; יד יצחק בן-צבי. ص. 258.
81. ↑  Schur، Nathan (1 يوليو 1986). "The Samaritans, as Described in Christian Itineraries (14th-18th Centuries)". Palestine Exploration Quarterly. ج. 118 ع. 2: 144–155. DOI:10.1179/peq.1986.118.2.144. ISSN:0031-0328. مؤرشف من الأصل في 2023-11-14.
82. ↑  Schreiber 2014، صفحة 46.
83. 1 2 3 4  שור، נתן (2006). "השומרונים בתקופה הממלוכית, העות'מאנית ובמאה העשרים" [The Samaritans under Mamluk and Ottoman rule and during the 20th century]. في שטרן، אפרים؛ אשל، חנן (المحررون). ספר השומרונים [Book of the Samaritans] (بالعبرية) (ط. 2). ירושלים: יד יצחק בן-צבי; רשות העתיקות; המנהל האזרחי ליהודה ושומרון - קצין מטה לארכאולוגיה. ص. 604–648. ISBN:965-217-202-2.
84. 1 2 3  Ireton 2003.
85. 1 2  Gafni, Reuven (19 Jan 2022). Two Minorities on the Brink: Jews and Samaritans in Nineteenth-Century Nablus (بالإنجليزية). Brill. DOI:10.1163/9789004466913_014. ISBN:978-90-04-46691-3. Archived from the original on 2023-05-12.
86. 1 2  Ben-Zvi 1933، صفحة 87.
87. 1 2 3  Yousef & Barghouti 2005.
88. ↑  ISII.
89. 1 2  Friedman 2007.
90. 1 2 3  The Jewish Week 2011.
91. ↑  Jerusalem Cinematheque: Samaritan.
92. ↑  Family Tree DNA.
93. 1 2  Shen et al. 2004.
94. 1 2  Barbati 2013.
95. ↑  Tsedaka.
96. ↑  Patience 2007.
97. ↑  Ferguson 2013.
98. ↑  Nammari 2013.
99. ↑  Steinberg 2017.
100. ↑  The Samaritans High Priests.
101. ↑  Leviticus 21:10
102. 1 2 3  Ben Zvi 1985، صفحة 8.
103. ↑  Pummer 2011، صفحات 125–131.
104. ↑  ISII: Four unique principles.
105. ↑  Tsedaka & Sullivan 2013، صفحة 28.
106. ↑  grizimtour.com.
107. 1 2  Library of Congress: A Book Containing the History of the Samaritan Sect and the Rituals of Their Religion. نسخة محفوظة 2024-02-08 على موقع واي باك مشين.
108. ↑  Tsedaka & Sullivan 2013، صفحة 485.
109. ↑  « THE SAMARITAN TENTH COMMANDMENT », The Samaritans, Their History, Doctrines and Literature, par Moses Gaster, The Schweich Lectures, 1923. نسخة محفوظة 2023-11-04 على موقع واي باك مشين.
110. ↑  VanderKam & Flint 2005، صفحة 95.
111. ↑  Law 2013، صفحة 24.
112. ↑  Seeligmann 2004، صفحات 64ff.
113. ↑  Bowman 1977.
114. ↑  זבח קרבן הפסח: הגדה של פסח, נוסח שומרוני (Samaritan Haggada & Pessah Passover / Zevaḥ ḳorban ha-Pesaḥ: Hagadah shel Pesaḥ, nusaḥ Shomroni = Samaritan Haggada & Pessah Passover), Avraham Nur Tsedaḳah, Tel Aviv, 1958
115. 1 2  Kartveit 2019، صفحة 1.
116. 1 2 3  Ben  Hayyim, Ze’ev (1989). The literary and oral tradition of Hebrew and Aramaic amongst the Samaritans / 3,1 Vol. III, Pt. I. Recitation of the law (بالعبرية). القدس: Acad. of the Hebrew Language. p. 517-530.
117. ↑  Alan D. Crown (1989). The Samaritans (بالإنجليزية) (الرابعة عشر ed.). توبينغن، ألمانيا: Mohr Siebeck. p. 865. ISBN:978-3-16-145237-6.
118. ↑  Hasan Haji Al-Dalboohi، Nihad (2013). Kitab at-Tawtiya Abu Ishaq Ibrahim B. Farag B. Marut As-Samiri : introducción, estudio y edición (Ph.D. thesis). Universidad de Granada.
119. ↑  Angel Saenz-Badillos (1993). A History of the Hebrew Language (بالإنجليزية). Cambridge University Press. p. 149-150. ISBN:9780521556347.

## وصلات خارجية
- "Samaritans" in The Jewish Encyclopedia
- "Good Samaritans: Israel's smallest religious minority offers Jews a glimpse of what might have been" نسخة محفوظة 2018-11-20 على موقع واي باك مشين. by Benjamin Balint, Tablet Magazine
- "The Origin and Nature of the Samaritans and Their Relationship to Second Temple Jewish Sects", David Steinberg
- "Samaritans" نسخة محفوظة 2013-01-29 على موقع واي باك مشين. (theory on the Samaritan–Jewish tensions), Jona Lendering
- "Guards of Mount Gerizim", Alex Maist
- The Samaritans: The Earliest Jewish Sect, by James A Montgomery
- "The Messianic Hope of the Samaritans" by Jacob, Son of Aaron, High Priest of the Samaritans, Chicago, 1907

المواد الإعلامية
- Samaritan Holidays & Feasts in the Land of Israel
- "Samaritans in Nablus and the West Bank", Rüdiger Benninghaus
- Who are The Samaritans? 2021-11-09-2021 By Religion for Breakfast
- Abood Cohen